# Křivoklát
Křivoklát (německy Pürglitz) je jeden z nejstarších a nejvýznamnějších středověkých hradů českých knížat a králů. Nachází se v nadmořské výšce 285–290 metrů na skalnatém ostrohu nad Rakovnickým potokem, přítokem řeky Berounky na území městyse Křivoklátu v okrese Rakovník ve Středočeském kraji. Hrad je v majetku České republiky a je zpřístupněný veřejnosti. Od roku 1965 je chráněn jako kulturní památka a v roce 1989 byl zapsán na seznam národních kulturních památek. Jeho správu a zpřístupnění veřejnosti zajišťuje Národní památkový ústav.

## Název
Původní název hradu zněl Krivoplát a tvar Křivoklát se začal objevovat od první poloviny 14. století. Od 13. století se také používalo prosté označení Hrádek, německy Bürgelîn (odvozeno jako zdrobnělina ze středněhornoněmeckého slova burc, tj. hrad). České jméno Krivoplát vzniklo složeninou dvou slov. První člen krivý/křivý označuje nerovnost. Starší výklady, podle nichž byl první člen názvu vykládán jako krvo- s odkazem na svatý grál nebo krev, označil Antonín Profous za chybné.
Slovo plát mohlo označovat brnění nebo tenkou plochou věc, popř. holinu, mýtinu nebo plochou vyvýšeninu. Do češtiny bylo přejato ze středněhornoněmeckého slova Platte (plocha, mýtina, železná deska, podnos), které pochazí z řeckého slova platys (široký). Slovo Křivoplát tedy označovalo místo, na kterém byl hrad postaven, tj. nerovnou plochu nebo mýtinu. Časem se z povědomí lidí význam slova plát vytratil, a druhý člen názvu byl změněn na -klát, odvozený z německého obecného jména Knittel (kyj).
V písemných pramenech se název hradu objevuje ve tvarech: Krivoplat (1110), Creoplath (1222), Creůplath (1224), Burgelin (1241), Burgleis (1244), Criwoplat (1245), Krsiboplat (1252), Purgelinz (1267), Purglino (1269), Burglino (1283), krzywoklat (1283), Burglins (1313), Hradek (1337, 1388), Borgleins (1337), „de Hradku“ (1381), Burgleins (1394), na Křivoklátě (1420), „Křivoklát řečený Hrádek“ (1422), „Hradek alias Burglin“ (1453), „k zámku našemu Krziwoklatu“ (1454, 1497), Hrádek (1480), „k hradu Hradku Krziwoklatu“ (1510), Krziwklaty (1518), „na Hrádku Křivoklatech“ (1530), „k panství našemu Hradku Kržiwoklatu“ (1588), Křivoklad (1592), Chrsiwoclad (1612) nebo „na Křivoklátě“ (1615).

## Historie

### Pravěké osídlení
Ostrožna byla osídlena již v pravěku. Archeologickým výzkumem byla v prostoru parkánu nalezena keramika štítarské kultury z pozdní doby bronzové, zbytky roštové konstrukce a část chaty. Ze stejné doby pochází také obranný příkop ze stejného období zachycený ve výkopu v bráně. Podle rozmístění jednotlivých nálezů se předpokládá, že štítarské hradiště bylo rozsáhlejší než středověký hrad. Z nádvoří dále pocházejí nálezy keramiky z doby halštatské a laténské.

### Středověk
Nejstarší zmínky o Křivoklátu se nachází v Kosmově kronice a vztahují se k letům 1110–1113, kdy měl Vladislav I. na hradě věznit svého bratrance Otu Olomouckého. Další zmínky o hradu jsou z let 1222 a 1224, v nichž král Přemysl Otakar I. na hradě vydal dvě listiny. V letech 1245–1260 byl v písemných pramenech často zmíněn, v souvislosti s pobytem králů Václava I. a Přemysla Otakara II., tzv. Starý hrad (Castellum vetus). Ačkoliv pojmenování nelze jednoznačně spojit s žádným hradem v Přemyslovském hvozdu, za pravděpodobné lze považovat jeho hypotetické spojení právě s Křivoklátem.
Podle Tomáše Durdíka stával raně středověký Křivoklát jinde a na současné místo byl přenesen až okolo roku 1230, na přelomu období vlády králů Přemysla Otakara I. a Václava I. Archeologický výzkum v prostoru jižního parkánu, realizovaný v letech 2004–2006, však odkryl pozůstatky mohutného valu s dřevěnou zpevňující konstrukcí. V násypu valu bylo zjištěno velké množství střepů pravěké keramiky, ale také keramika z 9.–10. století, čímž byl vyloučen pravěký původ opevnění. Část dříve získaných keramických střepů byla navíc nově datována do průběhu 12. století. Malý rozsah dochování raně středověkých částí je způsoben rozsáhlými terénními úpravami provedenými na přelomu 14.–15. století, při nichž byly starší konstrukce zcela zničeny. Je proto pravděpodobné, že Křivoklát od počátku stojí na stejném místě jako dnes.
Ve 13. století pro Křivoklát převládly názvy Hrádek (latinsky Castellin, německy Burglin) nebo Starý hrad. V té době se Křivoklát stal jedním ze sídelních hradů českých králů a byl spravován purkrabím. Často zde pobýval Václav I. a Přemysl Otakar II. Ten dokončil přestavbu hradu a dal zbudovat hradní kapli. Po požáru Pražského hradu v roce 1316 se s dětmi na Křivoklát uchýlila královna Eliška Přemyslovna. Po roztržce Jana Lucemburského s Eliškou Přemyslovnou a dvouměsíčním uvěznění na Lokti zde v odloučení od matky prožil dětství (1319–1323) Karel IV. (1316–1378), tehdy ještě jako Václav. Odtud 4. dubna 1323 odjel do Francie a o osm let později se sem vrátil i s těhotnou manželkou Blankou z Valois. Na Křivoklátě se narodila jejich dcera Markéta, budoucí uherská královna. Později však Karel dával přednost jím založenému hradu Karlštejn. Často zde pobýval před postavením hradu Točník i Václav IV.

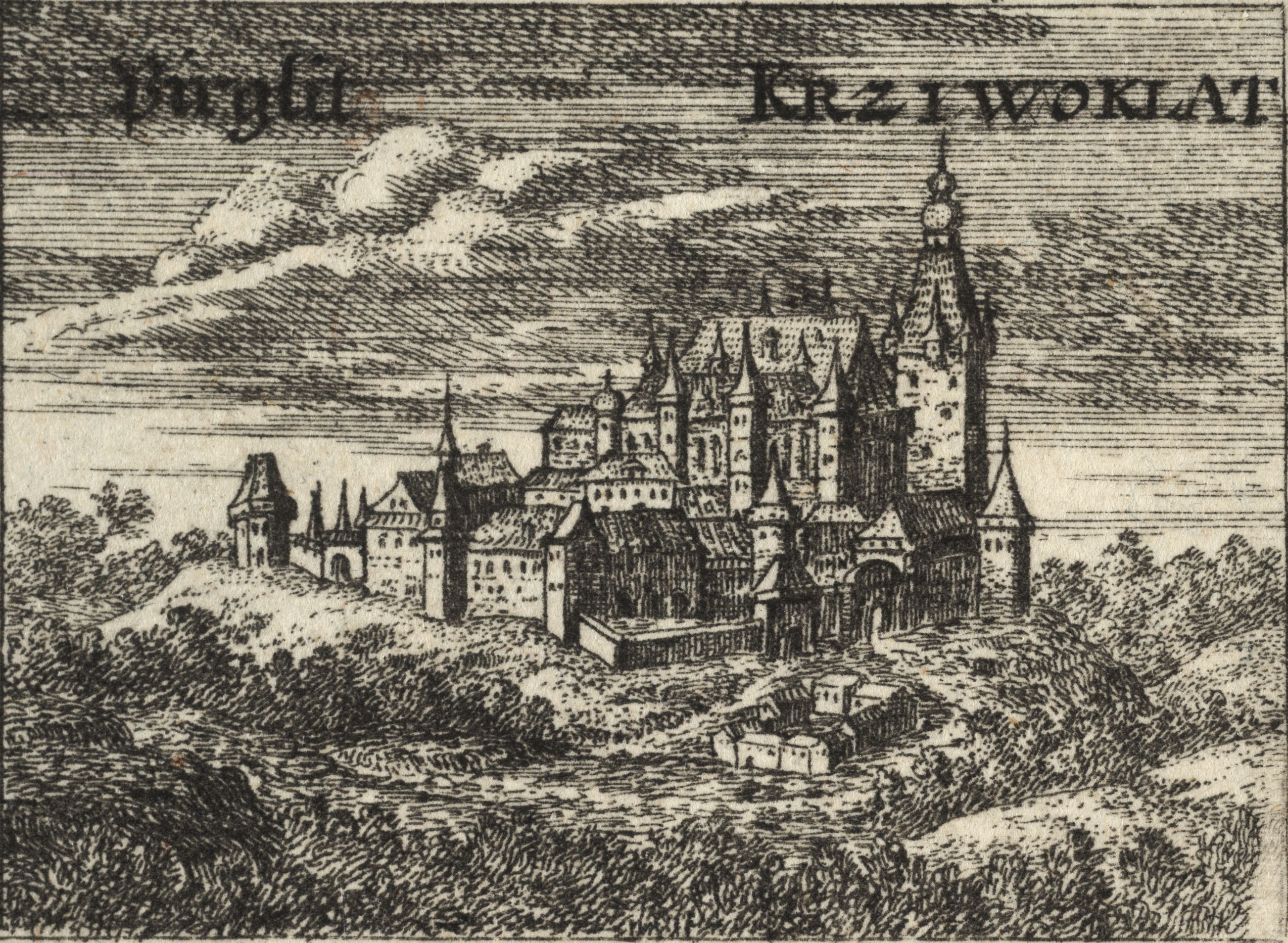
Hrad na rytině Václava Hollara, 17. století

Hrad Křivoklát mnohokrát v historii těžce poškozovaly požáry. Hořelo zde každých 200 let. Roku 1422 byl hrad poškozen požárem poprvé. Při tomto požáru zanikl mimo jiné takzvaný Manský dům, jehož relikty v osmdesátých letech dvacátého století archeologicky zkoumal Tomáš Durdík. Výsledky tohoto výzkumu nejen poskytly zcela unikátní soubor často velmi luxusních předmětů denní potřeby, ale také zevrubné poznání zcela ojediněle dochované archeologické lokality. Manský dům totiž po požáru nebyl v žádné formě obnoven a jeho zbytky byly ponechány zcela bez povšimnutí a postupně zarostly vegetací.
Roku 1471 nechal hrad nově zvolený král, Vladislav II. Jagellonský vykoupit a pozdněgoticky přestavět. Tehdy hrad získal podobu, v níž se v hlavních rysech dochoval dodnes.

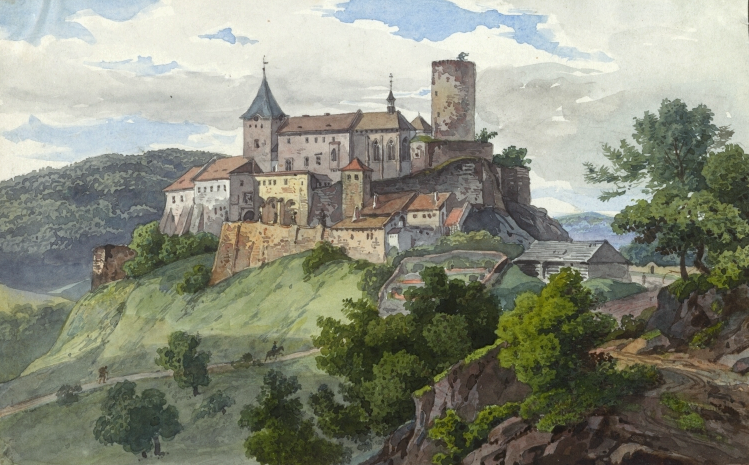
Antonín Mánes - hrad Křivoklát, akvarel, asi 1835

V 16. století se hrad stal majetkem Habsburků, kteří zde zřídili státní věznici. Za císaře Rudolfa II. zde byl uvězněn Edward Kelley. Na hradě také pobývali manželé Ferdinand II. Tylorský a Filipína Welserová. Traduje se, že díky Filipíně se významně zlepšily podmínky vězněných členů Jednoty bratrské biskupa Jana Augusty a jeho sekretáře Jakuba Bílka. V roce 1597 další požár hrad téměř zničil. Hořelo zde i za třicetileté války za vlády Ferdinanda III. Dne 3. června 1643 zde požár poškodil 38 místností. V 17. století byl hrad v rukou Valdštejnů a Fürstenberků. Poslední velký požár, který jej postihl 18. srpna 1826, vypukl v bytě vrchního správce. Po roce 1880 prošel hrad výraznou puristickou rekonstrukcí, za kterou stáli architekti dostavby katedrály sv. Víta Josef Mocker a Kamil Hilbert. Největším zásahem se stala Hilbertova znovuvýstavba Královnina (severního) křídla. To se předtím částečně zřítilo a zbytek byl pečlivě rozebrán včetně všech architektonických detailů. Z původní stavby se proto dochovalo jen přízemí.
Po první světové válce uvalilo ministerstvo zemědělství na panství Křivoklát vnucenou správu a správcem byl jmenován Stanislav Ambrož. Následovala pozemková reforma a v roce 1929 Max Egon II. Fürstenberg Křivoklát Československému státu za 118,5 milionů korun prodal. V současnosti hrad spravuje Národní památkový ústav.

### Hrad jako vězení
Hrad sloužil po nástupu Habsburků na český trůn jako obávané státní vězení. Jako vězení sloužil ovšem i dříve. Slavnými vězni byli:
- Ota II. Olomoucký (1085–1126), roku 1110 ho zde uvěznil český kníže Vladislav I.
- Jindřich ze Šumburku, vyšehradský kanovník, uvězněn roku 1318
- Jindřich Habsburský, vévoda rakouský, od roku 1322 na jeden rok
- Karel IV. (1316–1378), v raném dětství. Karel byl odebrán matce Elišce Přemyslovně, která plánovala vzpouru proti svému manželovi  Janu Lucemburském. A tak byl Karel IV. převezen na Křivoklát. V tomto smyslu se dá pohlížet na pobyt Karla IV. jako na vězení.
- čtyři předáci povstání kutnohorských havířů v srpnu roku 1496. Tři z nich byli popraveni na nádvoří, čtvrtý uprchl, když omráčil kata. Dalších deset vůdců povstání bylo popraveno na místě dnešního kostela Nanebevzetí Panny Marie v Poděbradech.
- Jan Augusta (1500–1572), biskup Jednoty bratrské, na hradě byl vězněn dlouhých šestnáct let (1547–1563). Hlídalo ho dvacet strážných z Německa, aby se s nimi nemohl domlouvat. Pokusil se uprchnout, byl přistižen a mučen.
- Jakub Bílek (1516–1581), bratrský kněz a sekretář Jana Augusty, vylíčil Augustovy útrapy, vězněn třináct let.
- Edward Kelley (1555–1597), anglický alchymista, který císaři Rudolfu II. sliboval elixír života a proměnu obyčejného kovu ve zlato. Když zabil jednoho z dvořanů, došla Rudolfovi trpělivost a byl zde uvězněn.

### Historie hradu v datech

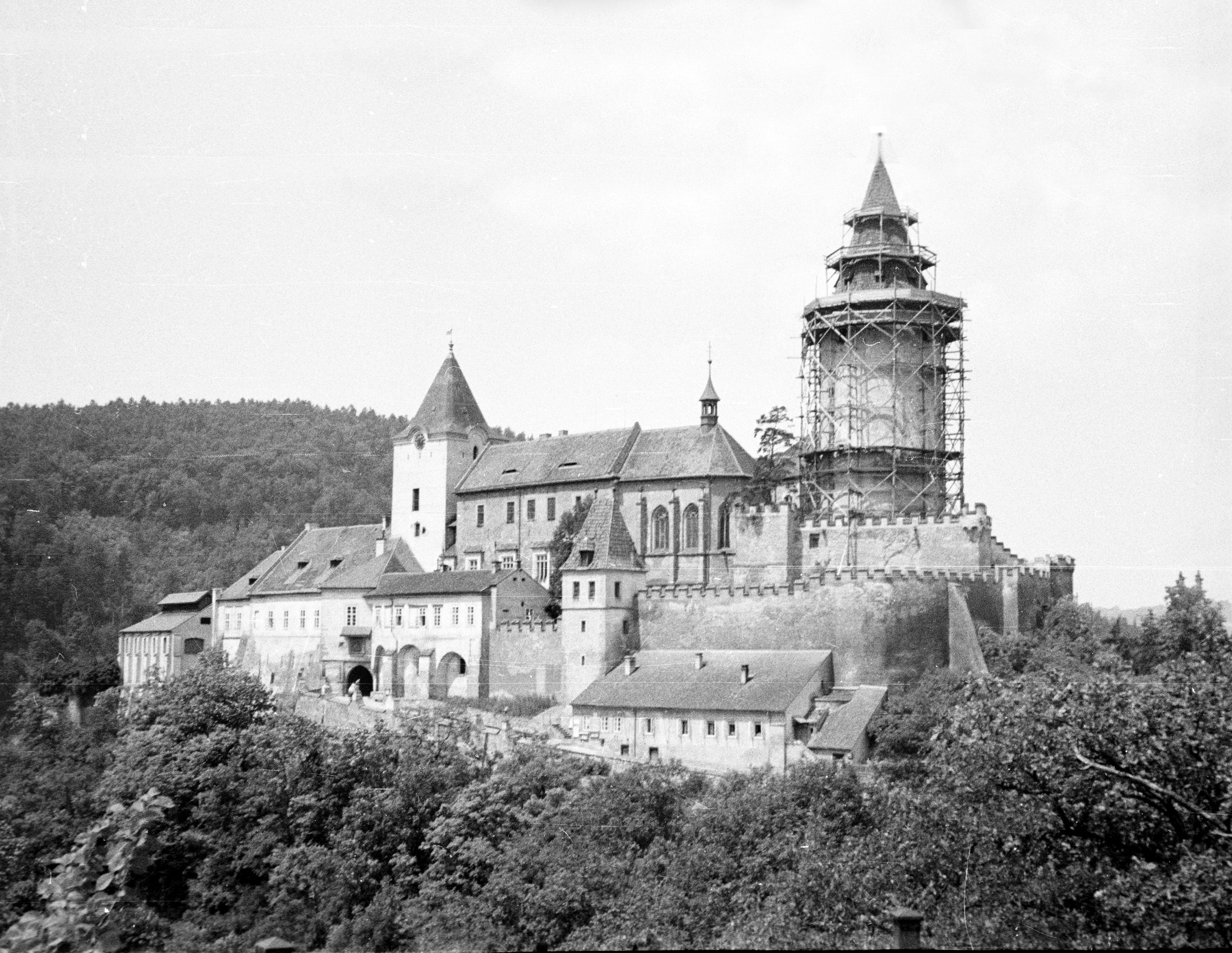
Křivoklát okolo roku 1958 s lešením na hlavní věži

- 1109–1110 zmínka o lovecké stanici v Kosmově kronice
- 1319–1323 nucený pobyt pozdějšího císaře Karla IV.
- 1335 Blanka z Valois zde porodila dceru Markétu
- 1380 Václav IV. přijal na hradě delegaci anglického krále Richarda II.
- 1422 požár
- 1597 požár
- 1643 požár
- 1655 (1658) zastaven Schwarzenbergům
- 1685 prodán Valdštejnům
- 1723/1733–1734/1756 sňatkem přešel na Fürstenbergy
- 1826 požár
- 1929 Maxmilián Egon II. prodal hrad státu
- 1951 ukončení provozu pivovaru
- ? ve správě Státního památkového ústavu středních Čech
- 1994 (červenec) – 2000 ve správě Státních hradů Křivoklátska (SHK, příspěvková organizace zřízená Ministerstvem kultury ČR, spolu s hrady, Krakovec, Točník a Žebrák)
- 2001–2002 ve správě Státního památkového ústavu středních Čech se sídlem v Praze
- 2003 (1. leden) ve správě Národního památkového ústavu

## Stavební podoba

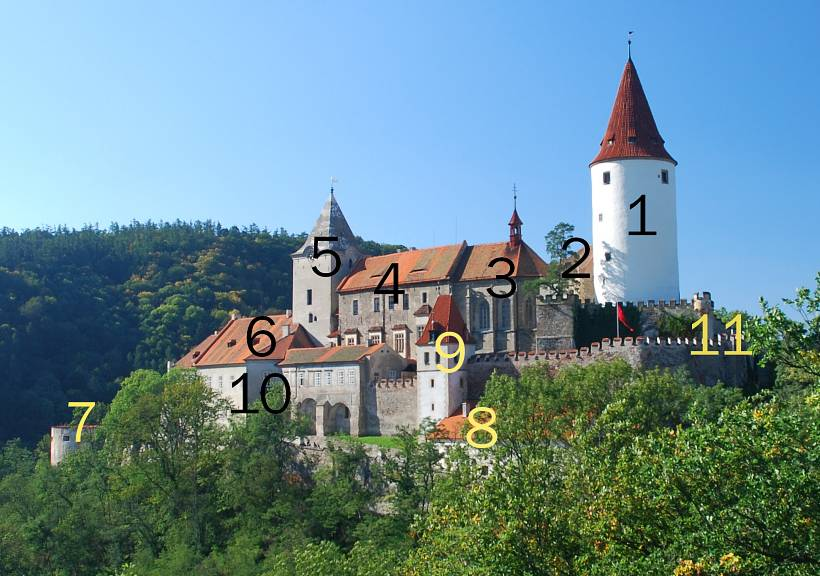
1 – Velká věž (donjon), 2 – severní křídlo, 3 – kaple Panny Marie, 4 – jižní křídlo s rytířským sálem, 5 – Prochoditá věž s hodinami, 6 – hejtmanství, 7 – Zlatá bašta, 8 – četnická stanice (v současnosti ubytování), 9 – Malá věž, 10 – hlavní brána, 11 – ochozy

Hrad stojí na nepravé ostrožně tvořené starohorními drobami a jílovitými břidlicemi, které byly použity jako stavební materiál. Strmé svahy ostrožny obtéká ze tří stran Rakovnický potok a snadný přístup zůstává pouze na východní straně.

### Přemyslovský hrad
Staveniště hradu má přibližně trojúhelníkový půdorys. Bylo chráněno obvodovou hradbou a další příčná hradba ho dělila na větší dolní a menší horní hrad (hradní jádro). Vstupní brána se nacházela pod čtverhrannou věží v jihozápadním nároží. Podél západní hradby stála budova, která sloužila pravděpodobně jako purkrabský dům. Za příčnou hradbou byl postaven obdélný sálový palác a ve východním cípu velká okrouhlá obytná věž (donjon) zapojená do hradeb. Palác byl později mnohokrát přestavován, a z jeho nejstarší fáze se dochovala románská okénka v přízemí. Hradby při jeho patě donjonu jsou zesíleny tak, že vyplňují celý prostor nároží, a tvoří tak mohutný břit. Po polovině třináctého století byly dále rozšiřovány obytné prostory a hospodářské objekty.
K jižní hradbě byla přistavěna dvouprostorová budova a zbytek dolního nádvoří rozdělily příčné hradby na několik částí. V severním nároží, kde se nachází studna, stály hospodářské budovy, mezi které patřila jednoduchá zemnice. V paláci vznikl průjezd nové brány do horního hradu, který je vybavený sedilii a zaklenutý dvěma poli křížové klenby. Nový průjezd byl nutný, protože zbylé strany nádvoří horního hradu začaly zaplňovat stavby nových paláců. Z nich je starší plochostropé jižní křídlo, v jehož přízemí byla ještě použita románská okénka.
Na tyto úpravy plynule navázalo další rozšiřování reprezentačních prostor. V dolním nádvoří začal při severní hradbě vznikat druhý palácový okrsek spojovaný s mocenskými ambicemi Přemysla Otakara II., ve kterém měly být ubytovávány významné návštěvy. Tvořila ho dvě protilehlá palácová křídla, která mezi sebou svírala úzké nádvoří. Jižní stranu uzavírala arkáda se vstupem z dolního nádvoří. V západním křídle se nacházel velký sál a roubená komora. V hradním jádře vzniklo severní křídlo se záchodovou věží a východní stranu uzavřela zeď. Pod velkou věží tak vznikl malý dvorek a lichoběžníkové nádvoří svírané palácovými křídly. Ze všech stran ho obklopoval jednopatrový arkádový ochoz. V prvním patře západního paláce vznikl velký sál zaklenutý čtyřmi poli šestidílných kleneb a osvětlovaný osmi kružbovými hrotitými okny. V patře jižního paláce byl menší sál, několik místností s valenými a křížovými klenbami a celé křídlo zakončovala kaple. Severozápadní nároží dolního hradu zaujala čtverhranná věž.

### Přestavba Václava IV.

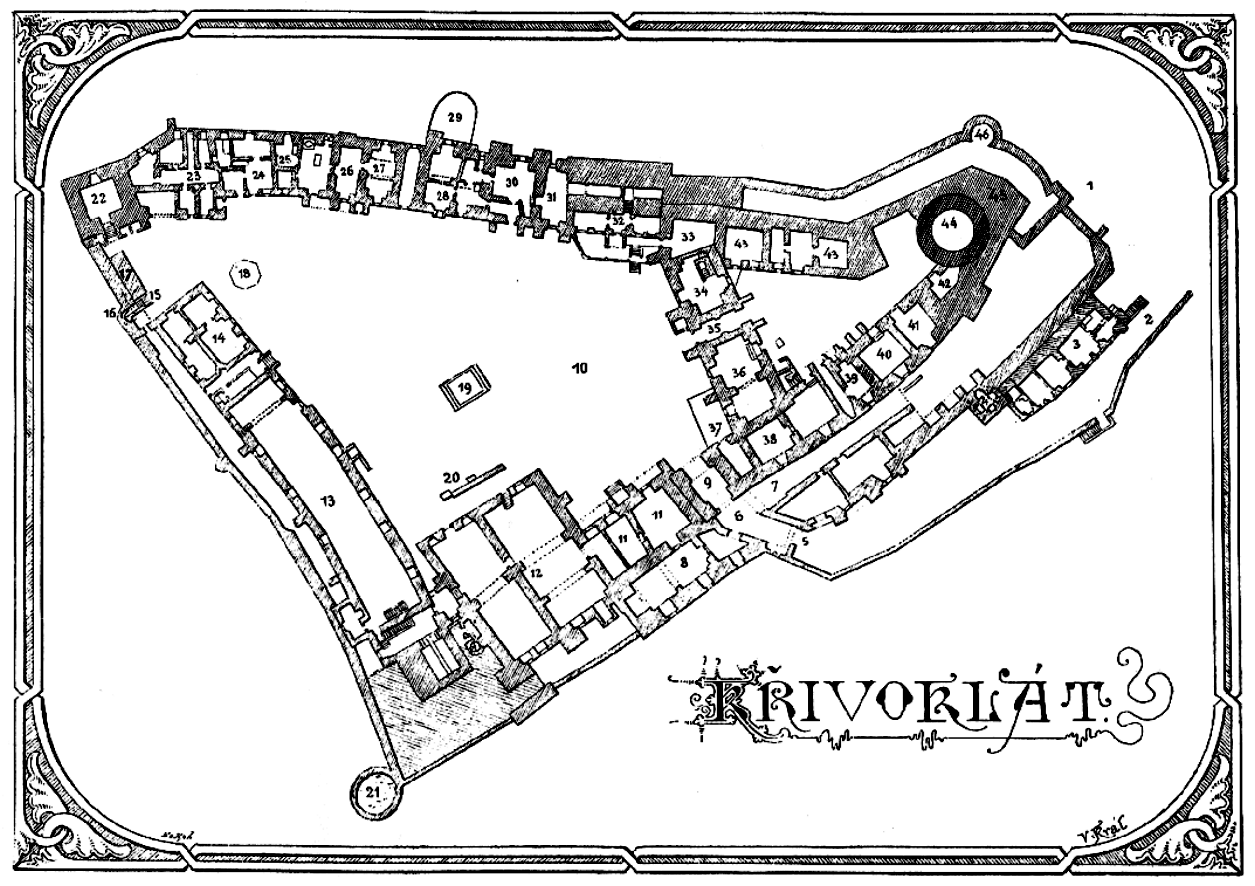
Půdorys hradu od Vojtěcha Krále z Dobré Vody publikovaný roku 1891

Na počátku čtrnáctého století hrad vyhořel. Mladší palácový okrsek v dolním hradu rychle zanikl a ostatní budovy byly pouze udržovány v provozuschopném stavu. Rozsáhlou přestavbu zahájil až Václav IV., který si Křivoklát oblíbil zejména v počátku své vlády a po roce 1390 začal dávat přednost jiným hradům.
Úpravy Václava IV. se dotkly celého hradu. Přibližně v polovině délky jižní hradby byla postavena Prochoditá věž s novou bránou. Kvůli ní musel být snížen terén ve velké části dolního nádvoří, a proto zaniklo jeho členění příčnými hradbami s výjimkou zdi, která oddělovala studniční nádvoří. Stará brána byla zrušena. Celý hrad byl obehnán novou parkánovou hradbou. V severním nároží se na ni napojoval úzký areál tzv. manského domu, který tvořilo podlouhlé nádvoří a kvalitně provedený palác zakončený čtverhrannou věží. Podél jihozápadní strany paláce do hradu vedla nová přístupová cesta chráněná dvojicí bran. Obdélná budova zakončená snad také věží byla postavena v jihozápadním nároží. Podél západní hradby dolního nádvoří vznikla nová budova purkrabství vybavená velkým sálem v patře. Podle kvalitně provedených architektonických detailů ji postavila dvorská huť. Snížení terénu dolního nádvoří si vynutilo úpravu brány do horního hradu, jejíž úroveň musela být výrazně snížena. Zároveň bylo přestavěno také severní křídlo paláce.
Během husitských válek byl hrad těžce poškozen. Budova purkrabství vzhledem ke svému stavu sloužila jen jako sýpka a vyhořelý areál manského domu již nebyl obnoven. Opravy proběhly až za vlády krále Jiřího z Poděbrad. Vysunutá budova v jihozápadním nároží byla zkrácena a podél severní hradby dolního hradu vyrostla trojprostorová budova nového purkrabství.

### Přestavba Vladislava Jagellonského

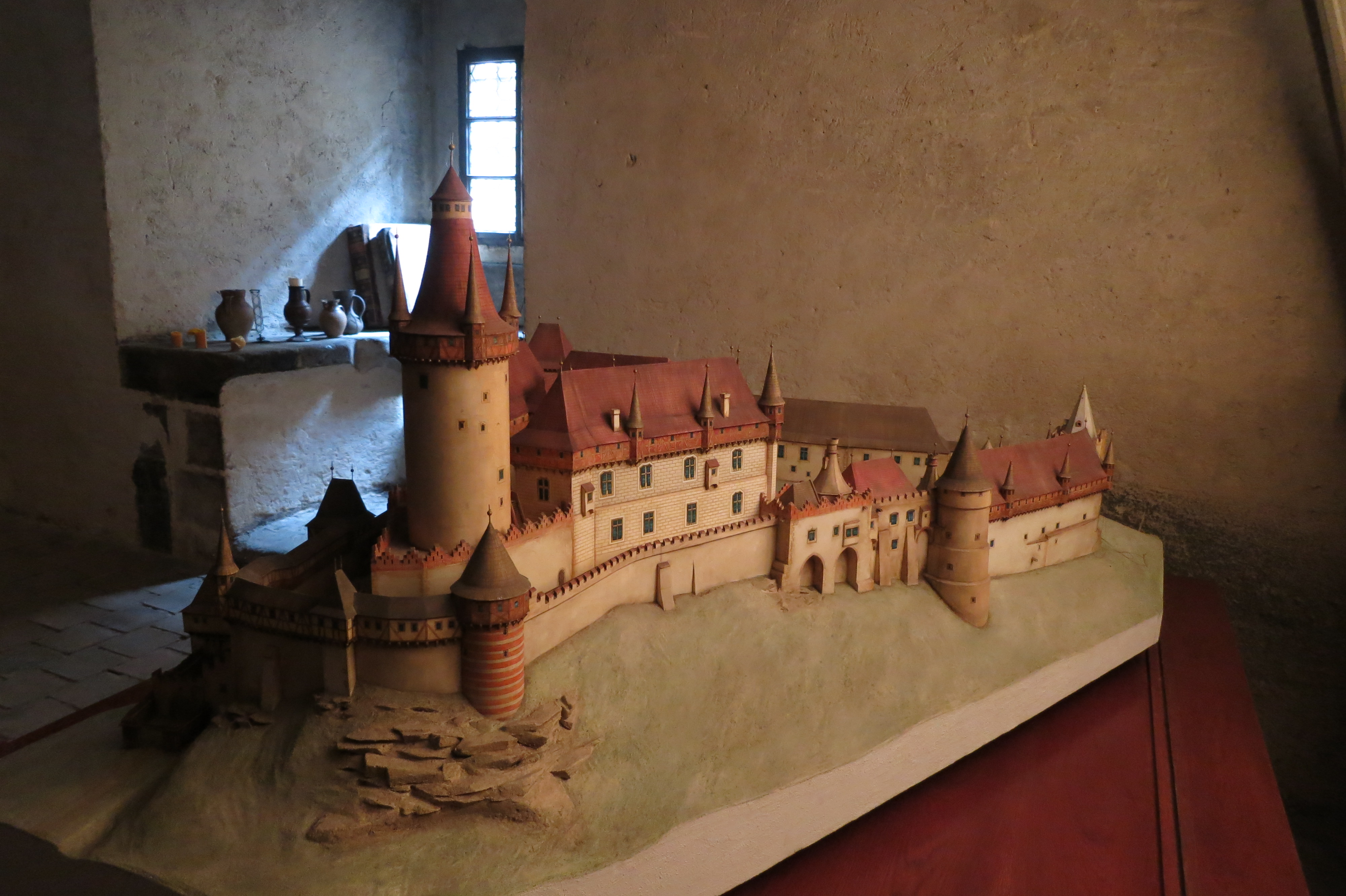
Model hradu ve středověké podobě

Křivoklát byl jediným královským hradem, kterým král Vladislav Jagellonský v Čechách disponoval. Věnoval proto jeho přestavbě značnou pozornost a provedené úpravy obytné části hradu z něj učinily rezidenci, která patřila mezi nejkvalitnější sídla střední Evropy. Zároveň byl zmodernizován obranný systém, ve kterém byla využita řada moderních prvků aktivní obrany. Přestavbu řídili mistři
Benedikt Rejt a Hans Spiess.
Zcela přestavěno bylo hradní jádro. Arkády a dělicí zeď mezi nádvořím a dvorkem pod velkou věží byly strženy. Jednotlivá patra paláců spojilo nové čtyřramenné schodiště. Zbořeno a nově postaveno bylo s výjimkou přízemí také severní palácové křídlo. Velký sál v západním paláci získal novou klenbu a arkýř nad průjezdem brány. Jeho průčelí zdobí reliéfy Vladislava Jagellonského a jeho syna Ludvíka. Ozdobné architektonické detaily včetně tzv. manské lodžie u brány a oltáře v kapli pochází z dílny mistra Hanuše Špisse. Upravena byla také velká věž, která získala nový vstup v prvním patře, který byl přístupný ze severního palácového křídla. Její patra spojovalo schodiště v síle zdi. Paláce i věž byly ukončeny hrázděným nebo roubeným obranným polopatrem s řadou arkýřových vížek.
V dolním hradu byla zbořena zástavba podél severní hradby včetně hradby samotné. Starou věž v severním nároží nahradila hranolová věž Huderka se zděnou helmicí. Podél původní hradby vznikla řada manských domků s kuchyní a těsně pod hradním jádrem objekt druhé kuchyně, který byl částečně vysunutý do parkánu. Průchod parkánem umožňuje klenutá chodbička. Rozšířila se také zástavba podél západní hradby. Západně od Prochodité věže se nacházel hradní pivovar a na něj se napojil nově postavený dvoutraktový Hejtmanský dům.
Hlavní obrannou linií se stala parkánová hradba s krytými střeleckými ochozy a arkýřovými vížkami. Chránila ji řada progresívních prvků aktivní dělostřelecké obrany jako byla bateriová věž, bollwerk nebo okrouhlá Zlatá bašta na jihozápadním nároží. Novým předbraním s kasematami byla zajištěna brána v Prochodité věži. Přístupovou cestu k ní chránil příkop s nízkou branskou věží. Ta byla později nahrazena kulisovou bránou v příčné zdi, která byla zbořena až v devatenáctém století.

### Mladší úpravy
V období renesance se na hradě téměř nestavělo. Až král Ferdinand I. nechal provést drobné opravy oken, krbů a vnitřních dveří, aby se na hradě dalo bydlet. Císař Rudolf II. nechal některé budovy vybavit sgrafitovými omítkami, ale jinak se hradu nevěnoval, a dokonce i po požáru v roce 1597 nechal provést jen nejnutnější opravy. Projekt na větší opravu byl vypracován v roce 1638, ale nedošlo k ní. Teprve požár, který zničil 38 místností, přiměl krále Ferdinanda III. k opravě, která trvala až do roku 1644. Neopravena zůstala jen velká věž. Jižní palácové křídlo bylo znovu opraveno v roce 1685. Fürstenbergové nechali okolo roku 1756 velký královský sál rozdělit na dvě patra. Ve spodním vznikla řada místností a horní začalo sloužit jako skladiště.
Požár ze dne 18. srpna 1826 zničil prakticky celý hrad. Opravy započaly až v roce 1856 a s mnoha přestávkami se protáhly až do roku 1921. Od roku 1929 v nich pokračoval český stát, ale přerušení způsobené druhou světovou válkou způsobilo, že byly dokončeny až v roce 1952.

### Kaple Korunování Panny Marie

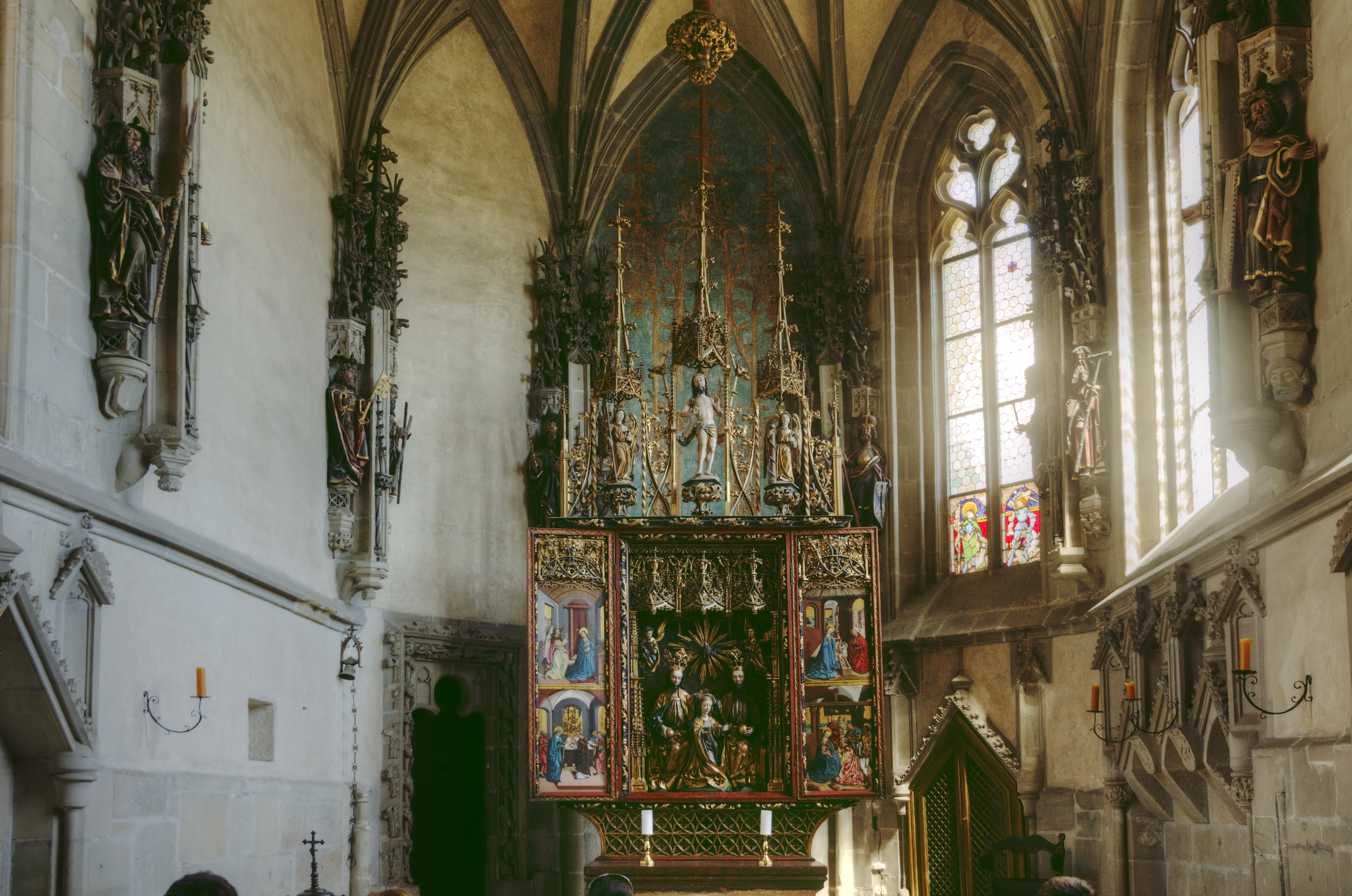
Oltář v křivoklátské kapli

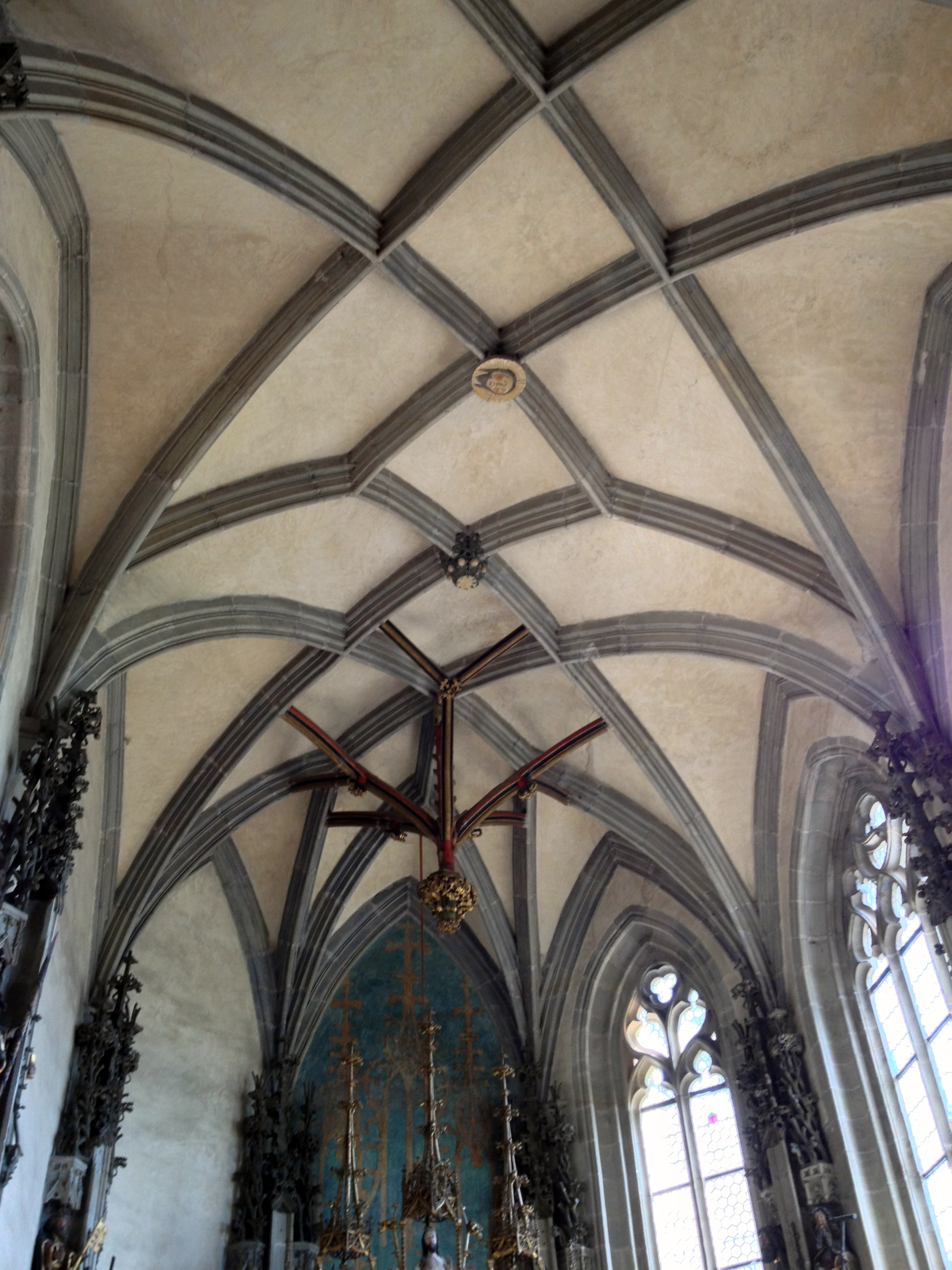
Síťová klenba v kapli

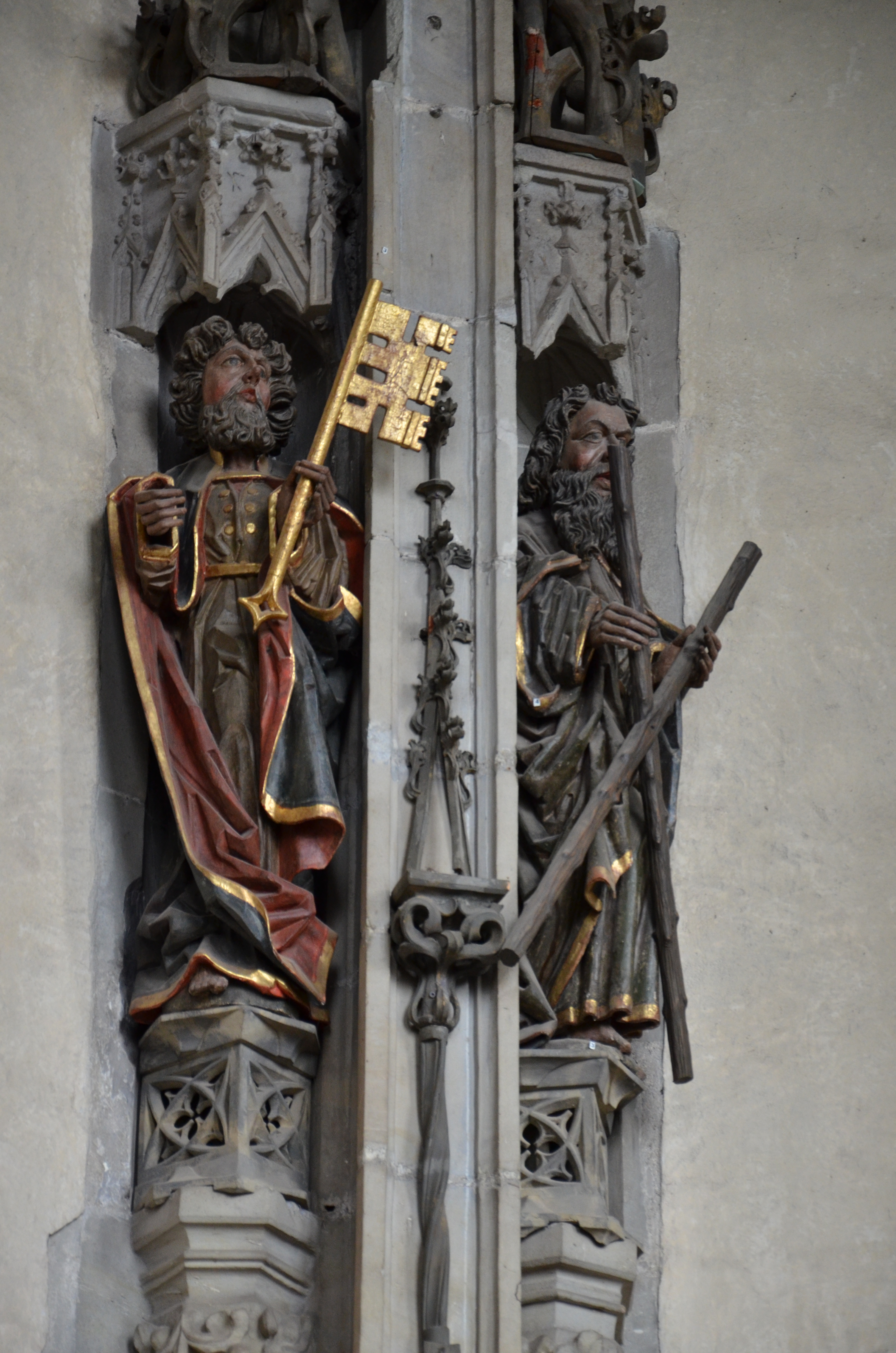
Postranní zdi kaple zdobí gotické sochy dvanácti apoštolů. Zde svatý Petr s klíčem a svatý Ondřej s křížem ve tvaru písmene X

Pozdně gotická kaple Korunování Panny Marie z doby krále Vladislava II. Jagellonského se nachází v jižním křídle hradního jádra. Nahradila starší kapli svatého Václava ze třináctého století. Namísto původního rovného zakončení získala polygonální uzávěr a byla zaklenuta síťovou klenbou. V bočních stěnách se nachází řady sedilií oddělených šroubovitým středním sloupkem a zdobených mitrovitými oblouky s kraby. Portál do sakristie je zdobený reliéfním rostlinným ornamentem.
Oltář je uměleckou prací z doby po roce 1490, jejímž autorem je neznámý mistr, který pravděpodobně pocházel z okruhu Hanuše Spiesse z Frankfurtu nad Mohanem. Má podobu křídlové archy s dřevořezbou Korunování Panny Marie v centrální části, která je doplněna malovanými výjevy ze života Panny Marie a světců. Autorem maleb je neznámý malíř označovaný jako Mistr křivoklátského oltáře. Pohled Panny Marie směřuje do velké kamenné sedile vpravo v presbytáři, kde bývalo místo určené pro panovníka a jeho rodinu. Nad sedilií se původně nacházely dva znaky Českého království, ale během obnovy kaple na počátku dvacátého století byly sejmuty a nahrazeny fürstenberskými rodovými erby.[zdroj?]

### Velká věž
Velká věž v hradním jádře patří mezi méně obvyklé donjony, protože obytné věže v Čechách bývaly obvykle čtverhranné. Součástí hradu je od první stavební fáze. Je 42 metrů vysoká a v průměru měří dvanáct metrů. Původně se do věže vcházelo portálem v úrovni druhého patra z jižního palácového křídla po padacím můstku. Dřevěná konstrukce, na kterou můstek navazoval, shořela při posledním velkém požáru hradu v roce 1826 a později už nebyla obnovena.[zdroj?] Druhotně byl proražen nový portál v prvním patře, do kterého se vcházelo ze severního palácového křídla. Vchod v přízemí, který vede do hladomorny, pochází z roku 1750. Po jeho proražení se zde našlo šest kosterních pozůstatků. Obrannou funkci věže dokládá i síla stěn. Na nádvorní straně, odkud nehrozilo reálné nebezpečí, měří asi 2,5–3 metry. Na vnější straně, kde je věž propojená s hradbou, dosahuje šířka zdi až deset metrů.[zdroj?]

## Expozice
Hrad obsahuje řadu cenných, pozdně goticky upravených prostor, přičemž především kaple s dochovaným pozdněgotickým malovaným oltářem patří k nejvýznamnějším gotickým prostorům v České republice.
| Rok  | Počet návštěvníků |
| ---- | ----------------- |
| 2015 | 74 231            |
| 2016 | 100 247           |
| 2017 | 70 659            |
| 2018 | 109 260           |

### Druhé (horní) nádvoří

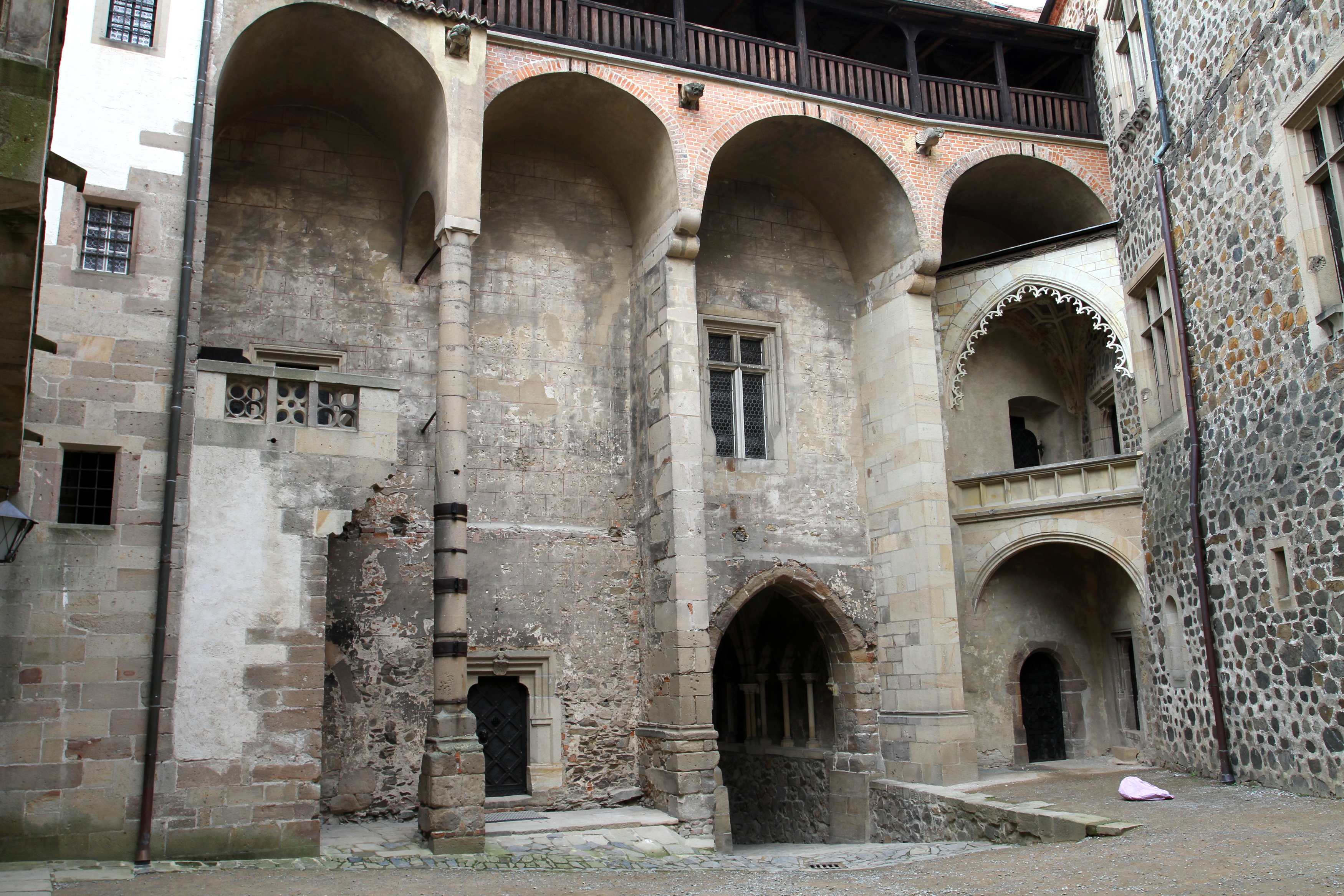
Horní nádvoří. Vpravo je balkon spojující královský sál a knihovnu, zdobí ho tzv. benátská krajka

Na nejvyšším místě hradní dispozice se tyčí 42 m vysoký bergfrit, za ním je umístěno relativně těsné jádro hradu, které je tvořeno trojicí křídel obklopujících trojúhelné nádvoří. Jižní křídlo obsahuje rozměrnou hradní kapli Korunování Panny Marie. Západní křídlo obsahuje především velký sál a spolu se severním (královniným) křídlem, v němž byly původně menší soukromé prostory, tvoří hradní palác.
Přízemí:
- Stříbrnice (pod Královským sálem v západním křídle) – pokladnice, za husitských válek sem Zikmund Lucemburský nechal převézt české korunovační klenoty. Později se tu skladovaly zbraně hradní posádky nebo ulovená zvěř z okolních lesů. V současnosti jsou zde umístěny dva modely hradu (přemyslovská fáze ze 13. století  a podoba po jagellonské přestavbě na přelomu 15. a 16. století). Ve vitríně jsou vystaveny archeologické nálezy z Manského domu, který stál v severozápadní části hradního areálu a který byl zničen za husitských válek. Na stěně visí ohořelé původní dubové dveře z 15. století (1490), jejichž klepadlo je ještě starší (kolem roku 1250). Mají rozměr 190 × 113 cm.[22] Kolem dveří na kovové aplikaci se dodnes zachoval původní nápis: Letha boziho tisiczeho cztirsteho sedmdesateho devateho ty su dwerze dielany za Hrozska z Prossowicz hitmana na hradku Krivoklatu. Dveře byly poškozeny požárem v roce 1826, a proto Fürstenbergové nechali do vchodu vsadit jejich věrnou kopii.
- Vězení (pod kaplí a Rytířským sálem v jižním křídle) 
  - Cela s velkým modelem hradu, který představuje podobu po přestavbě za Vladislava II. Jagellonského. Dříve zde býval vystaven honební kočár císaře Karla VI.
  - Augustovo vězení
  - Prostřední cela s novodobými replikami mučících nástrojů (pranýře – klece hanby, skřipec, cejchovadlo)
  - Poslední cela s kládou, mrskací lavicí  a se železnou pannou
- Hladomorna

1. patro:
- Kaple korunování Panny Marie
- Rytířský sál – výstava gotického umění ze sbírek Národní galerie v Praze a dalších míst, faksimile bible Václava IV. (zhotovení 1389–1400).[23]
- Královský sál – druhý největší gotický sál bez podpěrných sloupů uprostřed ve střední Evropě po Vladislavském sále na Pražském hradě. Sál měří na délku 28 m, na šířku 8 m a na výšku 8,5 m. Pro srovnání uvádíme rozměry Vladislavského sálu: délka 62 m, šířka 16 m a výška 13 m. Oproti pražskému sálu je mladší. Dalším rozdílem je zaklenutí, zatímco zde je hvězdicová klenba, ve Vladislavském sále je kroužená.
- Knihovna – čítá na 53 tisíc svazků. Prakticky ji shromáždil jen jeden jediný člověk – lantkrabě Karel Egon I. Na sklonku jeho života obsahovala okolo 20 tisíc svazků. Největší knihou ve sbírce je hebrejská didaktika ze 17. století, která váží přes 11 kilogramů a čítá na 2500 stran. Další velké knihovny tohoto rodu rostly ve stejné době i v dalších sídlech rodu – v německém Donaueschingenu a v rakouské Vitorazi.

2. patro:
- Obrazárna – fürstenberské reprezentativní rodové podobizny z období 16. – 20. století, mezi nimiž vynikají práce významných evropských portrétistů Martina van Meytense (1695–1753), Josefa Weisse (1699–1770), Josefa Grassiho (1758–1838), Karla Škréty (1610–1674).
- Hradní muzeum – střední místnost je věnována Filipině Welserové. Zde zaujme především olejomalba na plátně Filipina návštěvu Jana Augustu v křivoklátském hradním žaláři (1882–1884), která je vrcholným životním dílem malíře romantického historického žánru Alfréda Seiferta (1850–1901).
- Hradní muzeum – Velký sál královnina křídla zpřístupňuje sbírku historických saní z období baroka, rokoka a 19. století, které zdobí řezba i malba. Obraz Prodavačka ovoce a zeleniny je datován do poslední čtvrtiny 16. století. Jeho autorem je nizozemský malíř Joachim Beuckelaer (1530–1574). Zvířata našeho dvorečku namaloval Melchior Hondecoeter (1636–1695).

### První (dolní) nádvoří

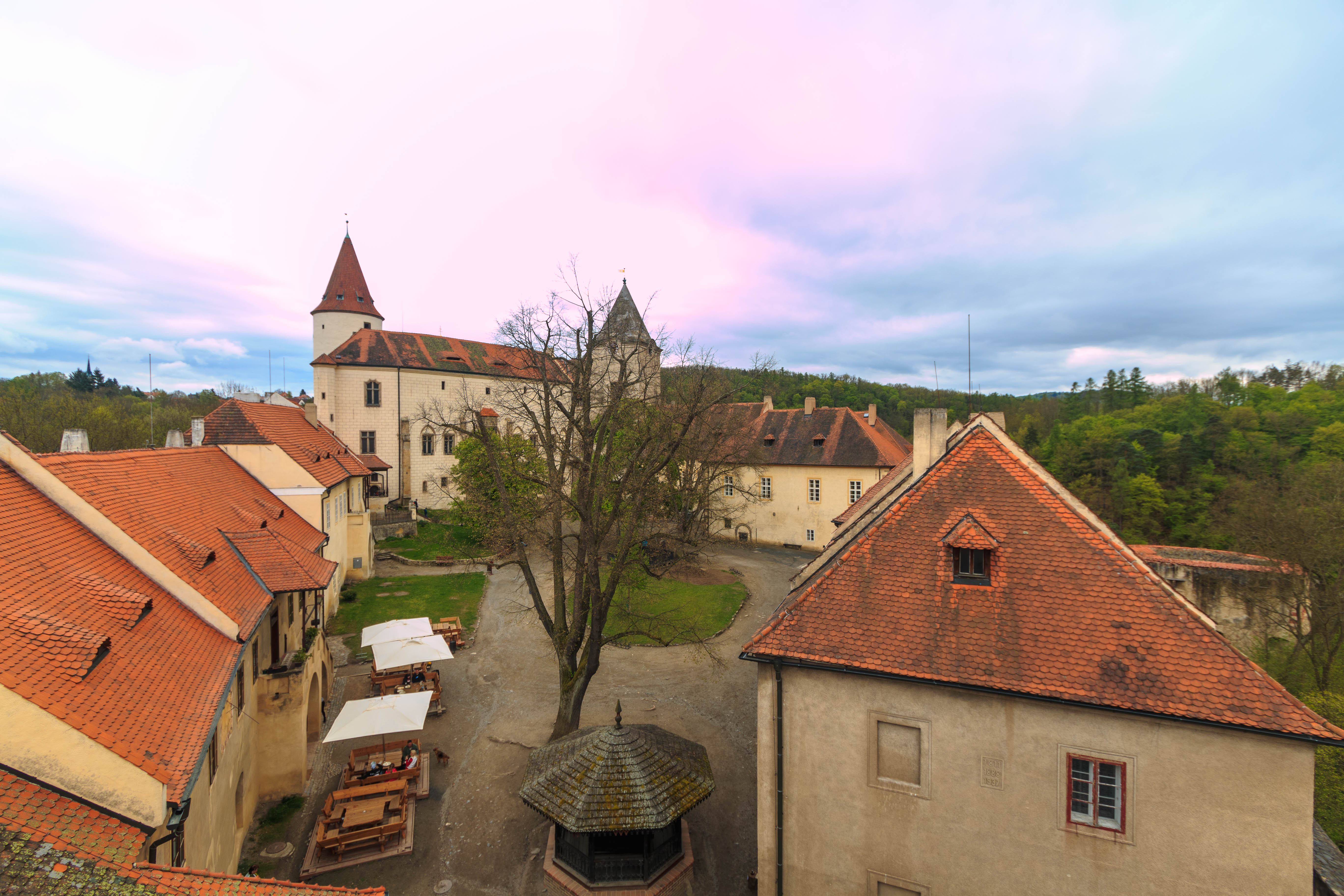
Pohled na Dolní nádvoří z věže Huderka, vlevo Manské domy, vpravo Purkrabství, v pozadí Velká válcová věž, před kterou je západní křídlo s Velkým rytířským sálem, na které vpravo navazuje Prochoditá věž

Za hradním jádrem se nalézá rozsáhlé předhradí, které je kompletně obestavěno budovami a flankováno dvojicí pozdněgotických bašt, situovaných na spodních nárožích hradního areálu. Na jihu, nedaleko hradního jádra, je situována brána.
- Hlavní brána – nad ní na fasádě tesaný český lev.
  - Pokladna a suvenýry – za branou vlevo
  - Zlatá ulička (za branou vpravo), kterou charakterizují prampouchy, vede na Malou parkánovou zahrádku. Vede z ní vchod do průvodcovské místnosti, nahoře se nachází byt kastelána.
- Prochoditá věž s hodinovým strojem z roku 1817 (délka kyvadla je 380 cm)
- Starý pivovar (jižní křídlo) – v současnosti správa hradu.
- Hejtmanství (jižní křídlo) – v suterénu byl dříve pivovarský provoz, hradní pivovar byl uzavřen až v roce 1951. Místnosti suterénu jsou propojeny, některé z následujících galerií jsou pod budovou dnešní správy hradu (Starý pivovar).
  - Galerie u kamen
  - Galerie Spilka
  - Galerie Lednice
- Purkrabství (západní křídlo)
- Manské domy a bývalá kuchyně (severní křídlo) – dnes byty zaměstnanců, ubytování pro průvodce, restaurace, kavárna. Na fasádě jsou sluneční hodiny s latinským nápisem Horas non numero, nisi serenas (Počítám jen ty hodiny, které jsou jasné) a vročením 1888.
- Věž Huderka – v této věži byl uvězněn anglický alchymista, šarlatán a podvodník Edward Kelley.
- Studna má hloubku 42 m, je tedy tak hluboká, jako je hlavní věž vysoká.
- Nefunkční kovová kašna ozdobená fürstenberskými erby a před ní fiála s vročením 1858.
- Stromy na nádvoří: 2× jírovec (Aesculus), 2× lípa (Tilia) a líska turecká (Corylus colurna). V březnu 2018 byla pokácena více než dvě stě let stará lípa u studny, protože stav jejího dřeva představoval nebezpečí pro návštěvníky.[24] Místo ní byla 28. října 2018 zasazena lípa republiky, konkrétně lípa srdčitá (Tilia cordata) u příležitosti oslav 100. výročí vyhlášení republiky.[25]

## Okolí hradu

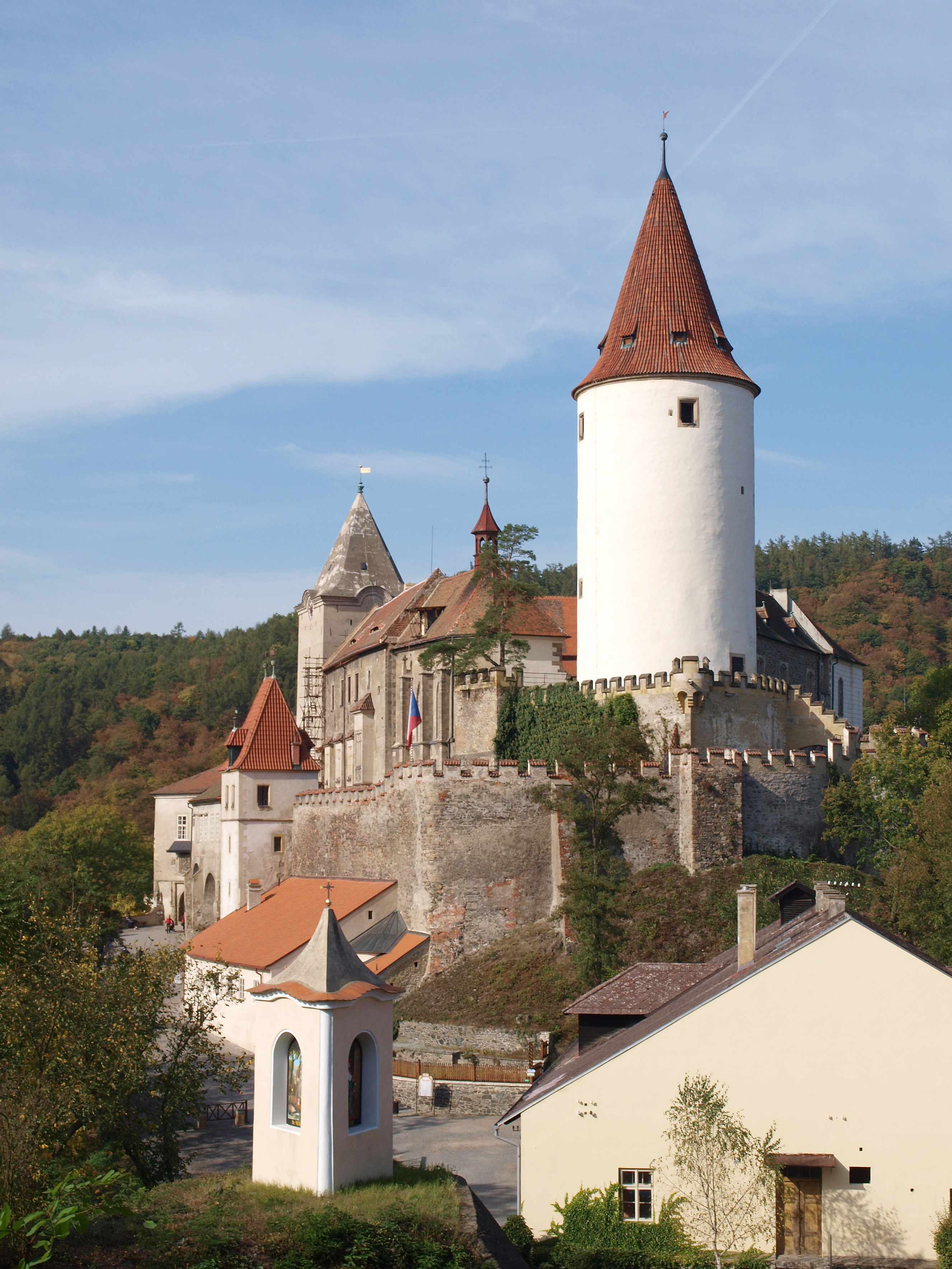
Pohled na hrad od východu z nedaleké vyhlídky, v popředí kaplička svaté Trojice a za ní vpravo pivovarské sklepy

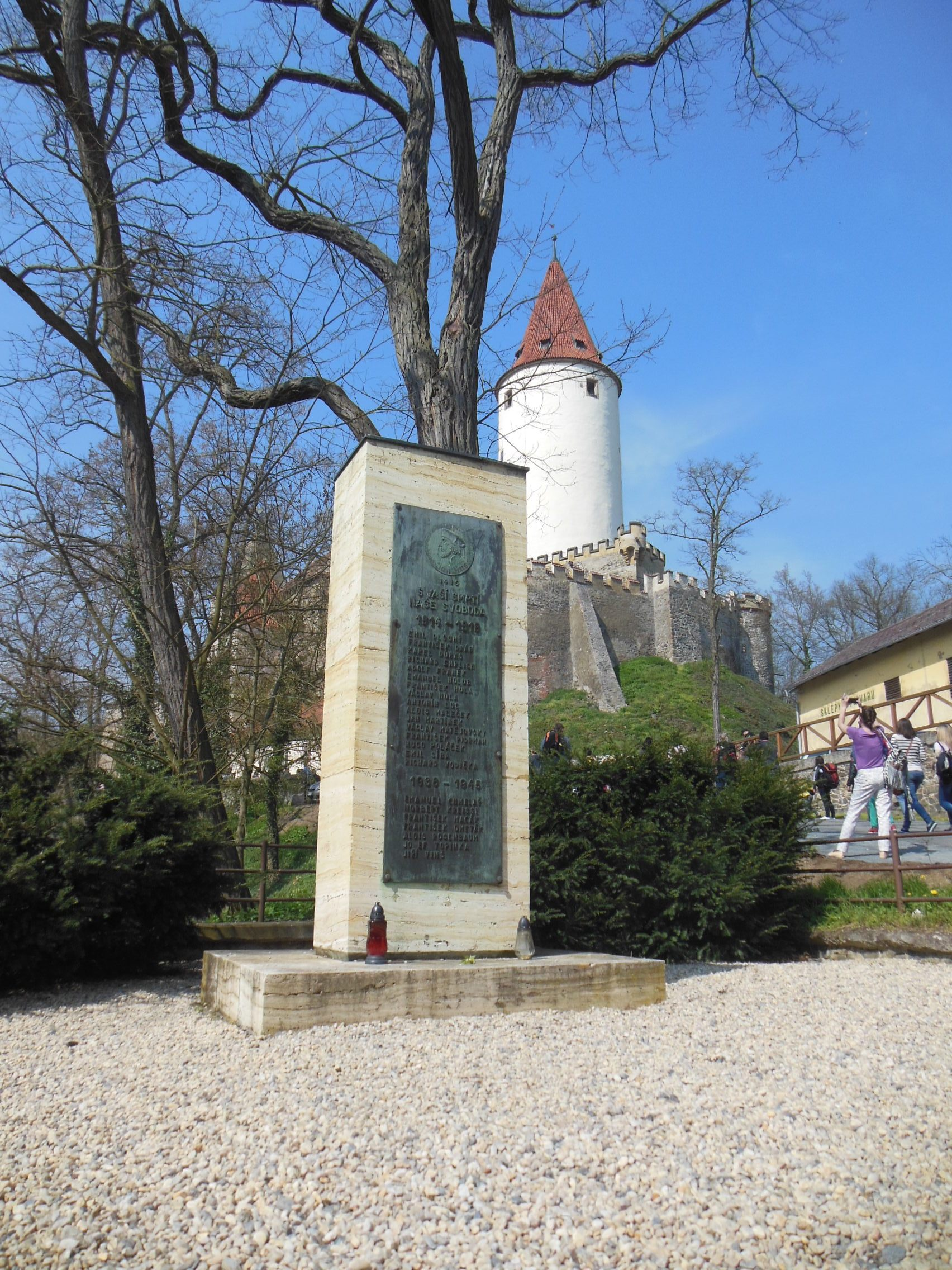
Pomník obětem první a druhé světové války, vpravo Pivovarské sklepy

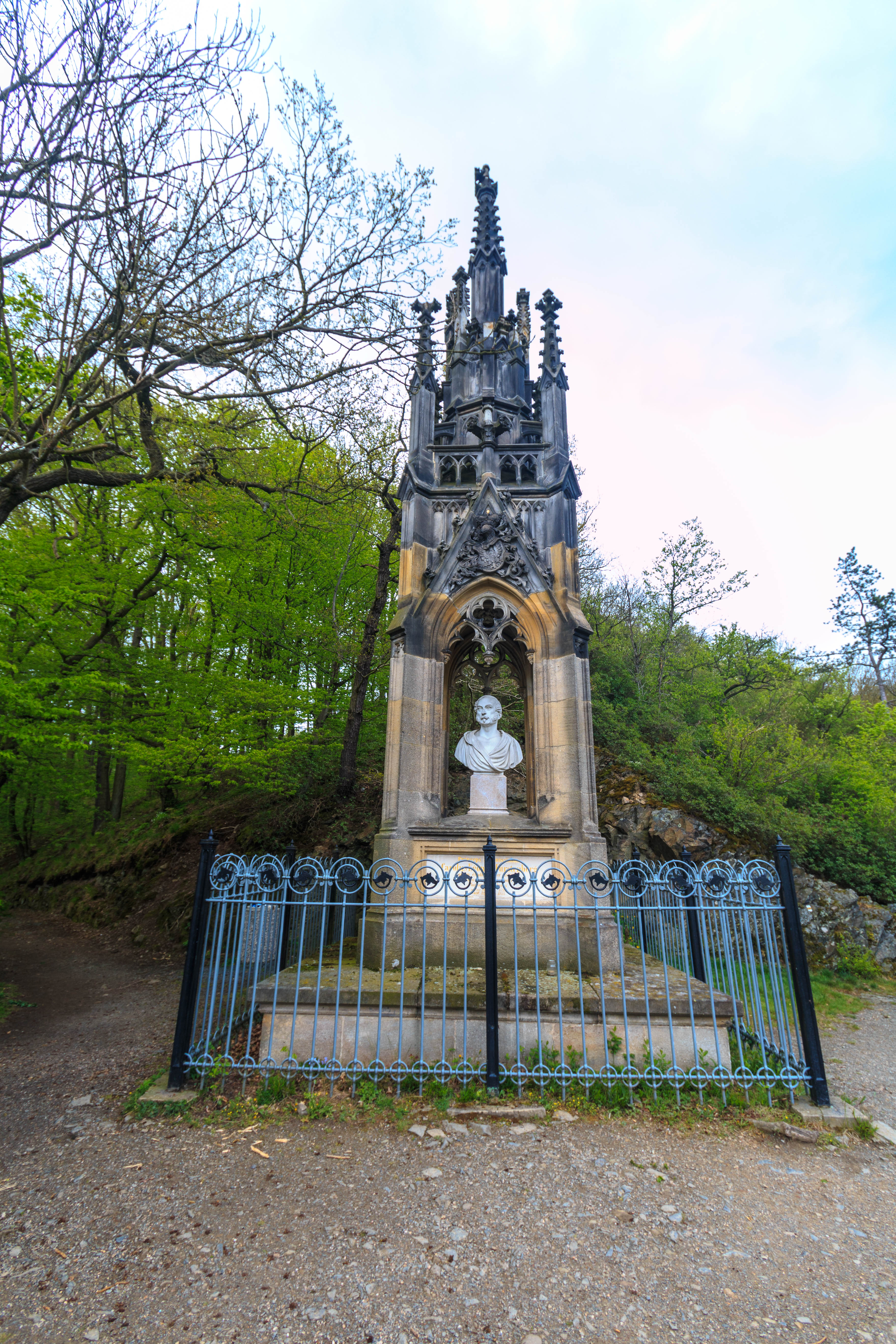
Pomník Karla Egona II. z Fürstenbergu

### Pivovarské sklepy
V nejužším místě ostrožny se nachází objekt pivovarských sklepů, které sloužily jako zázemí pro hradní pivovar. Pivo se vařilo od roku 1517 v budově Hejtmanství na dolním nádvoří. V suterénu se nachází ležácké sklepy o rozloze více než 600 metrů čtverečních. Přízemí sloužilo jako bednárna, lahvárna, umývárna a prostor pro stáčení. Sklepní prostory jsou využívány jako výstavní sály. Po několik let zde byla expozice Křivoklátské přízraky nebo České ryby s akvárii. V současnosti budova slouží jako technické zázemí pro hrad.

### Kaplička Nejsvětější Trojice
U pivovarských sklepů stojí nad bývalým hradním příkopem kaplička svaté Trojice. Pochází asi z přelomu sedmnáctého a osmnáctého století a bývala zasvěcená svatému Vendelínovi a Nejsvětější Trojici. V neděli 15. června 2008 byla znovu vysvěcena. Na bocích kapličky jsou obrazy Nejsvětější Trojice, svatého Václava a svatého Vendelína od architekta Ondřeje Šefců.

### Pomník obětem 1. a 2. světové války
U začátku příjezdové cesty stojí pomník obětem první a druhé světové války, který byl odhalen 5. července 1931. Nahoře je medailon s poprsím mistra Jana Husa, který rámuje nápis „Jan Hus, Také prosím, abyste se milowali we spolek a prawdy každému přáli“, a pod ním nápis: „1415, S VAŠÍ SMRTÍ NAŠE SVOBODA“ a výčet padlých.

### Přístupová cesta
Podél cesty k bráně stojí osm zděných podstavců soch z období 1731–1733. Bývaly zde sochy světců ve stylu lidového baroka. Jedinou sochou na místě je kopie sochy svatého Václava, jejíž originál byl restaurován v ateliéru akademického sochaře J. Novotného a spolu s dalšími dochovanými sochami uložen v depozitáři. Další sochy představovaly svatého Antonína, svatého Jana Evangelistu, svatého Floriána, na čtvrtém podstavci stál kříž a dále pak socha Panny Marie, svatého Josefa a svatého Jana Nepomuckého.

### Četnická stanice
Po pravé straně příjezdové cesty stojí budova bývalé četnické stanice. Ve třicátých letech dvacátého století zde pracovali tři a později šest četníků, kteří měli k dispozici jednu motorku. Zařízení v takových stanicích bývalo skromné. Většinou ho tvořil jen stůl s telefonem, židle, stojací věšák, dřevěná ohrádka oddělující prostor vyhrazený četníkům od prostoru pro veřejnost a zázemí stanice. Zanikla v roce 1950 po zřízení Sboru národní bezpečnosti. V nedávné době byla v budově umístěna pokladna a průvodcovská místnost a v současnosti slouží ke komerčnímu ubytování.

### Pomník Karla Egona II.
Asi 200 metrů jihovýchodně od hradu se v protějším svahu na tzv. Nových cestách nachází pomník Karla Egona II. z Fürstenbergu. Novogotický čtrnáct metrů vysoký pískovcový pomník byl zhotoven v letech 1858–1860 Karlem J. Svobodou podle návrhu architekta Antonína Jiruše. Portrétní bustu knížete z bílého mramoru vytvořil sochař Emanuel Max (1810–1901). Monument věnovali čeští fürstenberští úředníci a zaměstnanci křivoklátského panství jako výraz úcty a vděku. Na čtvercovém podstavci jsou čtyři mramorové desky s nápisy v češtině, němčině a latině, které opěvují knížete Karla Egona II. (1795–1854).
„Princeps serenissimus Carolus Egon de Fürstenberg, quum eruditione per civitatem, tum humanitate domi, forisque praeclarus natus 26. Octob. 1796. obiit 22. Octob. 1854“ – přední strana pomníku
„Quod ut venerationis ita amoris monimentum, qui Bohemicis ejus possessionibus curandis praeerant. Administri et Officiales veluti patri posuerunt 1860.“ – zadní strana
„Postavený od úředníkův a služebníkův českých domu knížat z Fürstenbergů. 1860.“ – vlevo
„Errichtet von den Fürstlich Fürstenberg'schen Beamten und Dienern in Böhmen. 1860“ – vpravo
Po vzniku Československé republiky v roce 1918 byla busta svržena ze stráně kladenskými radikály, které vedl agitátor a pozdější komunistický poslanec Alois Muna. V dubnu 1928 byla opět umístěna pod baldachýn, avšak dvanáct křivoklátských politických stran a spolků sepsalo petici, aby byla zase odstraněna. To městské zastupitelstvo odmítlo, přesto byla v roce 1928 opětovně stržena, tentokrát však tajně a v noci. Definitivně byla po široké osvětě a zásahu Státního památkového úřadu v Praze umístěna zpátky na své místo 8. června 1929. Od pomníku je vyhlídka na hrad.

## Hrad v kultuře
Na hradě se natáčely následující filmy a pohádky (v závorce je rok uvedení, nikoliv natáčení):

### České a československé filmy
- Dalibor (1956, režie: Václav Krška)
- Spanilá jízda (1963, režie: Oldřich Daněk)
- Slasti Otce vlasti (1969, režie: Karel Steklý)
- Slavíci na Křivoklátě (1969, režie: Zdeněk Podskalský), hraný dokument
- Mrtvý princ (1971, režie: Vlasta Janečková)
- Toulavý Engelbert (1973, režie: Juraj Herz)
- Noc na Karlštejně (1974, režie: Zdeněk Podskalský)
- Honza málem králem (1977, režie: Bořivoj Zeman)
- O statečné princezně Janě (1978, režie: Vlasta Janečková)
- Jak se budí princezny (1978, režie: Václav Vorlíček)
- Hra o královnu (1980, režie: Karel Steklý)
- Nebojte se na Česnečce (1980, režie: Libuše Koutná)
- Sůl nad zlato (1982, režie: Martin Hollý ml.)
- Ohnivé ženy (1984, režie: Zdeněk Podskalský)
- Třetí princ (1984, režie: Antonín Moskalyk)
- Tři veteráni (1984, režie: Oldřich Lipský)
- Svědek umírajícího času (1990, režie: Miloslav Luther)
- Anděl Páně (2005, režie: Jiří Strach)
- Bathory (2008, koprodukční film, režie: Juraj Jakubisko)
- Škola princů (2010, režie: Roman Vávra)
- Korunní princ (2015, režie: Karel Janák)
- Kouzelník Žito (2018, režie: Zdeněk Zelenka)
- Jan Žižka (2022, režie: Petr Jákl)

### Zahraniční filmy
- Kletba bratří Grimmů (anglicky The Brothers Grimm, 2005, režie: Terry Gilliam)
- Wanted (2008, režie: Timur Bekmambetov)
- Hříšnice (německy Die Wanderhure, 2010, režie: Hansjörg Thurn)
- Soumrak templářů (anglicky Knightfall, seriál)
  - 5. díl první série – Tvrdé rány zaženou hřích (2018, režie: Metin Hüseyin)
  - 6. díl první série – Pouť řetězů (2018, režie: Metin Hüseyin)
  - 7. díl první série – A určitě ne mrzák (2018, režie: Douglas Mackinnon)
  - 9. díl první série – Fiat! (2018, režie: Douglas Mackinnon)
  - 10. díl první série – Vidíš modrou? (2018, režie: Douglas Mackinnon)
- Ofélie (anglicky Ophelia, 2018, USA, režie: Claire McCarthyová)

### Videoklipy
- Album If I Can't Have Love, I Want Power (2021, interpretka Halsey)

### Odraz v literatuře
- Křivoklad (1834, Karel Hynek Mácha)
- Motiv z Křivoklátu (1883, Jaroslav Vrchlický), báseň
- Vězeň na Křivoklátě (1871, Josef Svátek), trojdílný historický román

### Televizní hry a reality show
- Zrádci (dvě řady 2024-2025, režie: Markus Krug)

## Fotogalerie

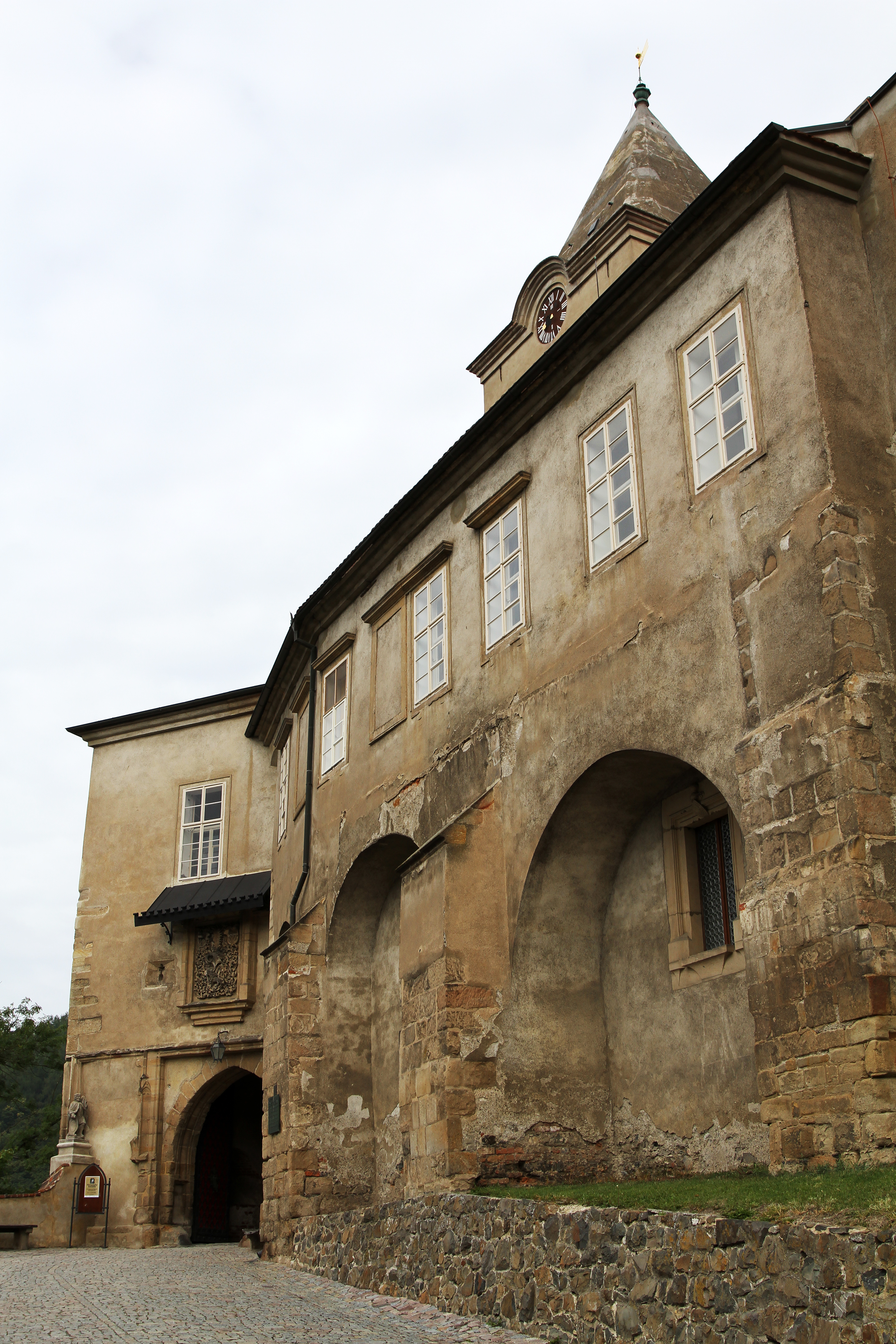
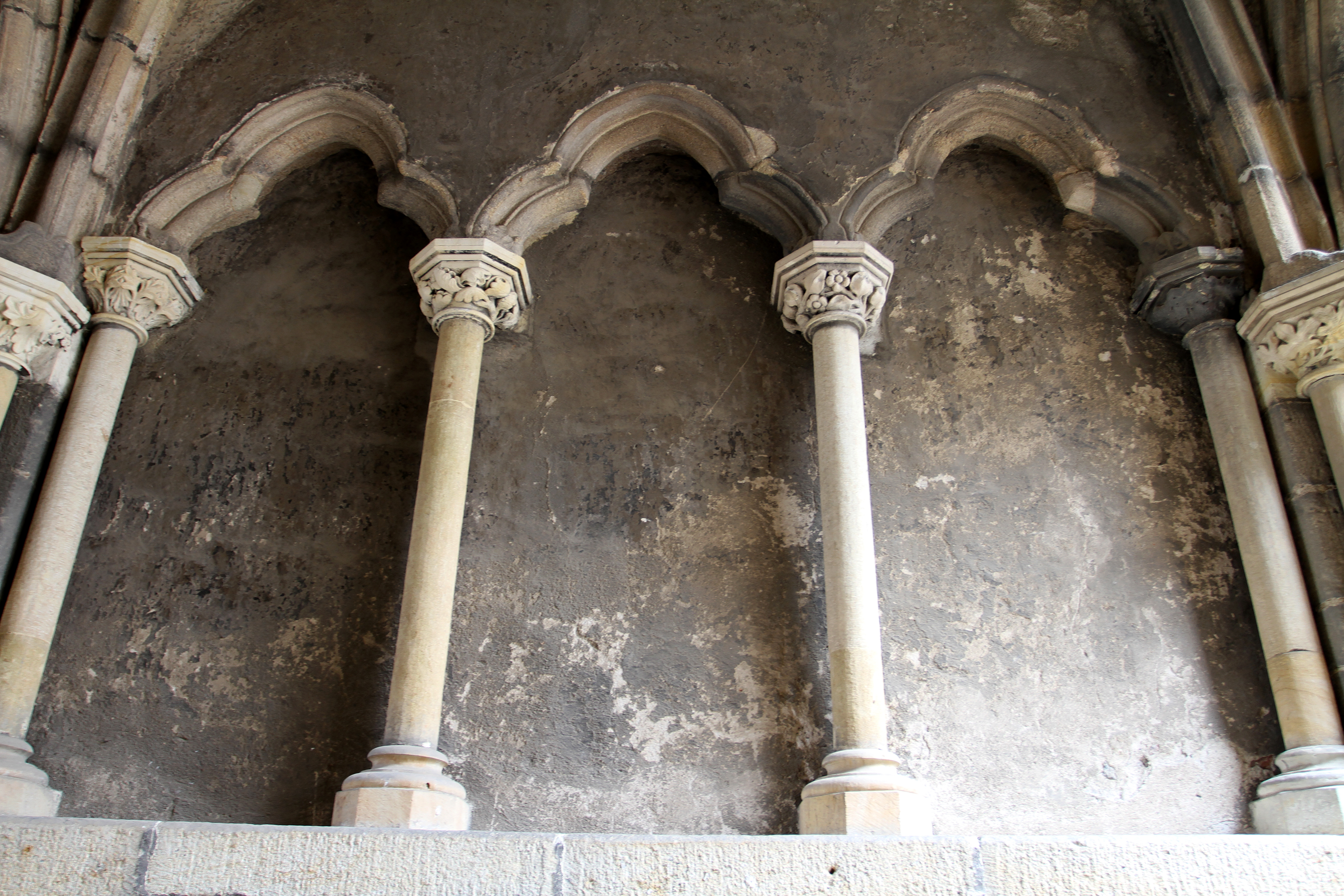
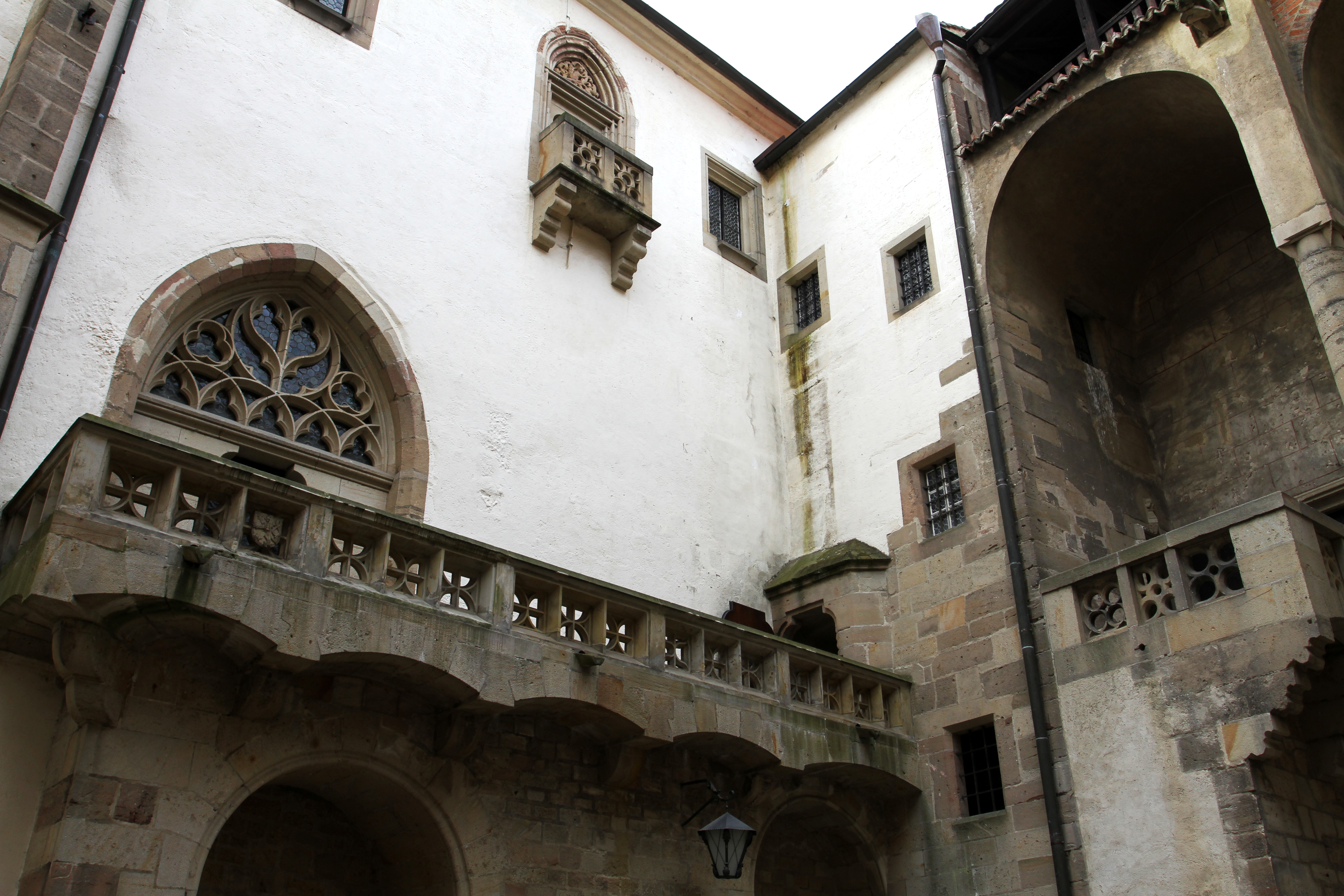
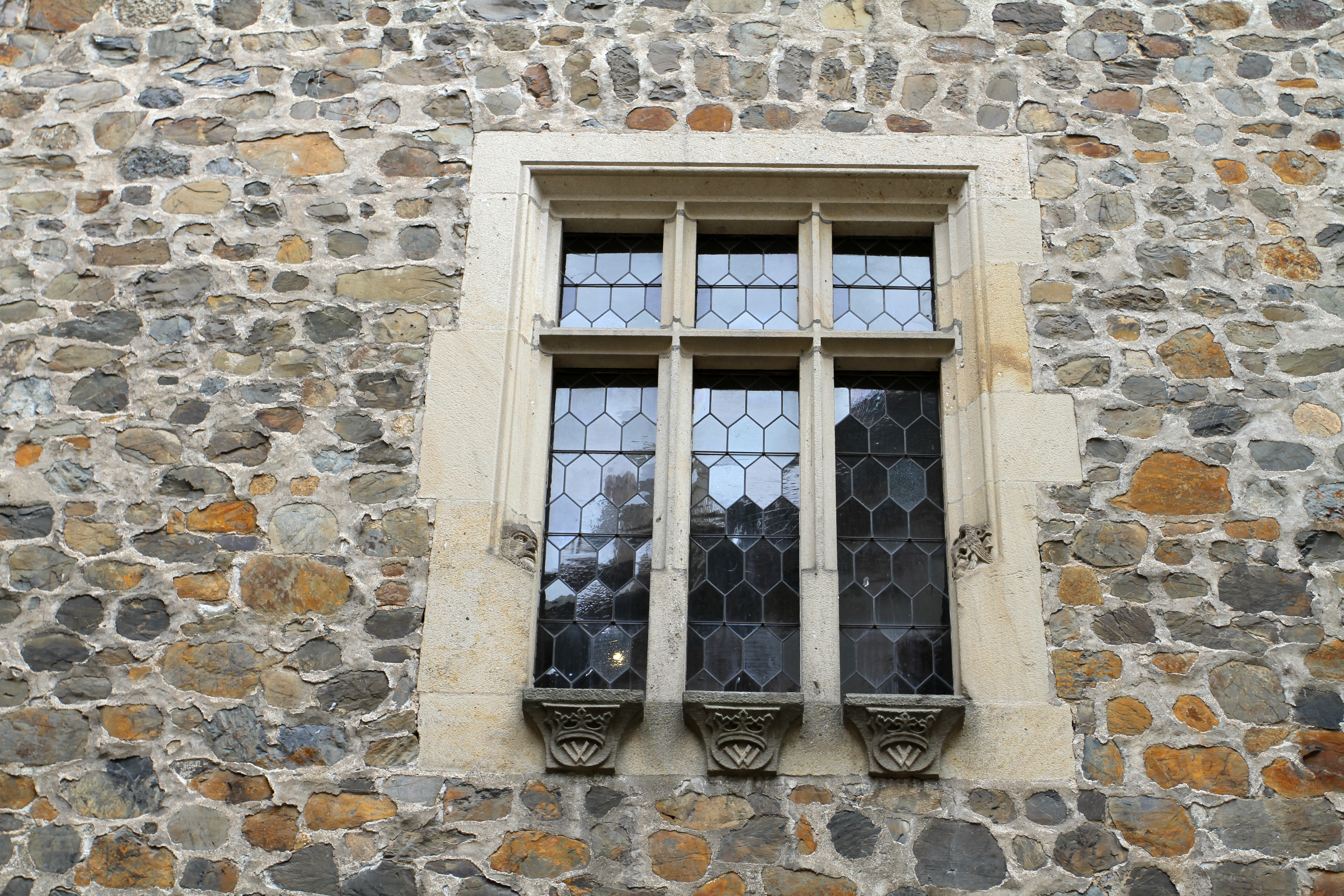
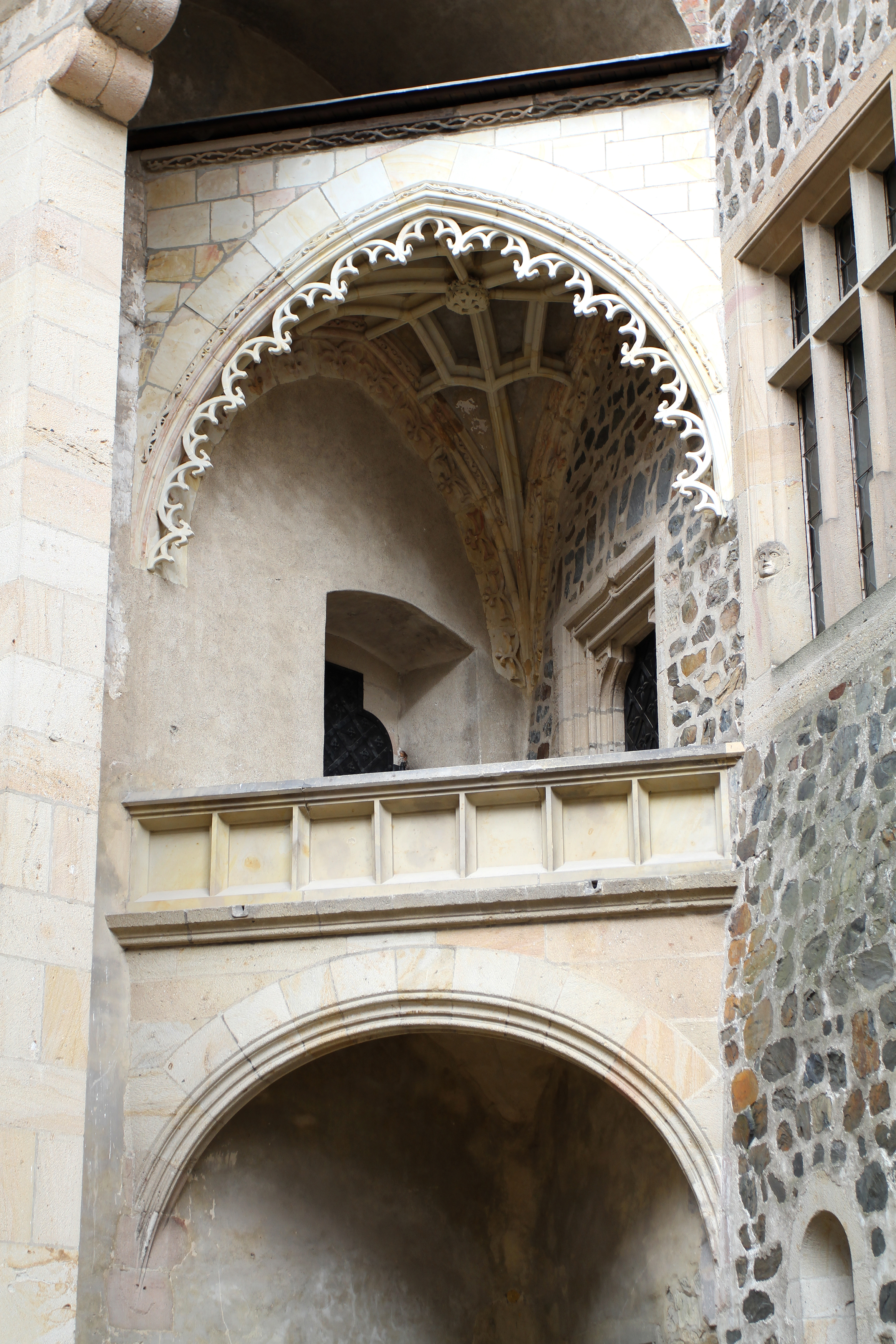
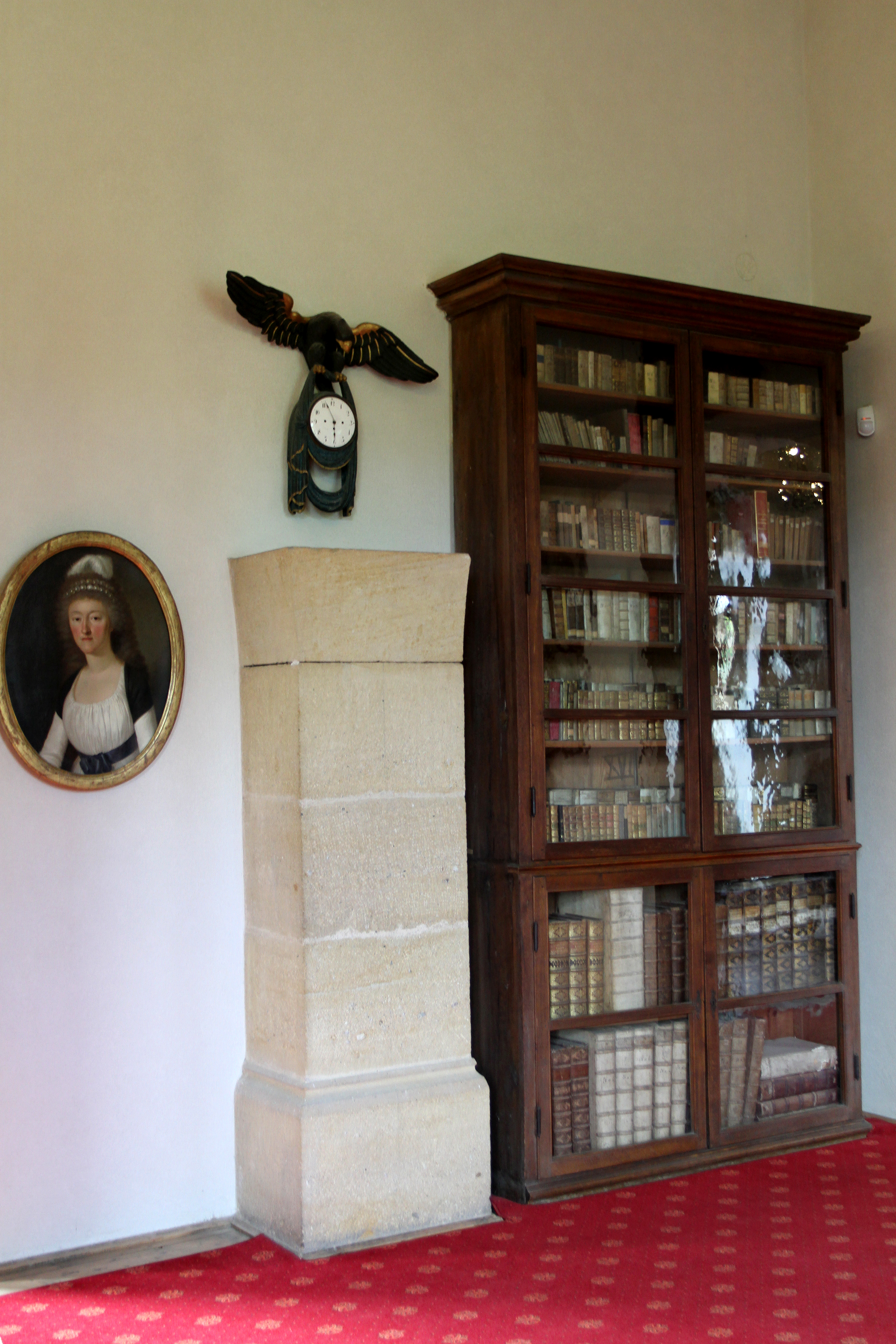
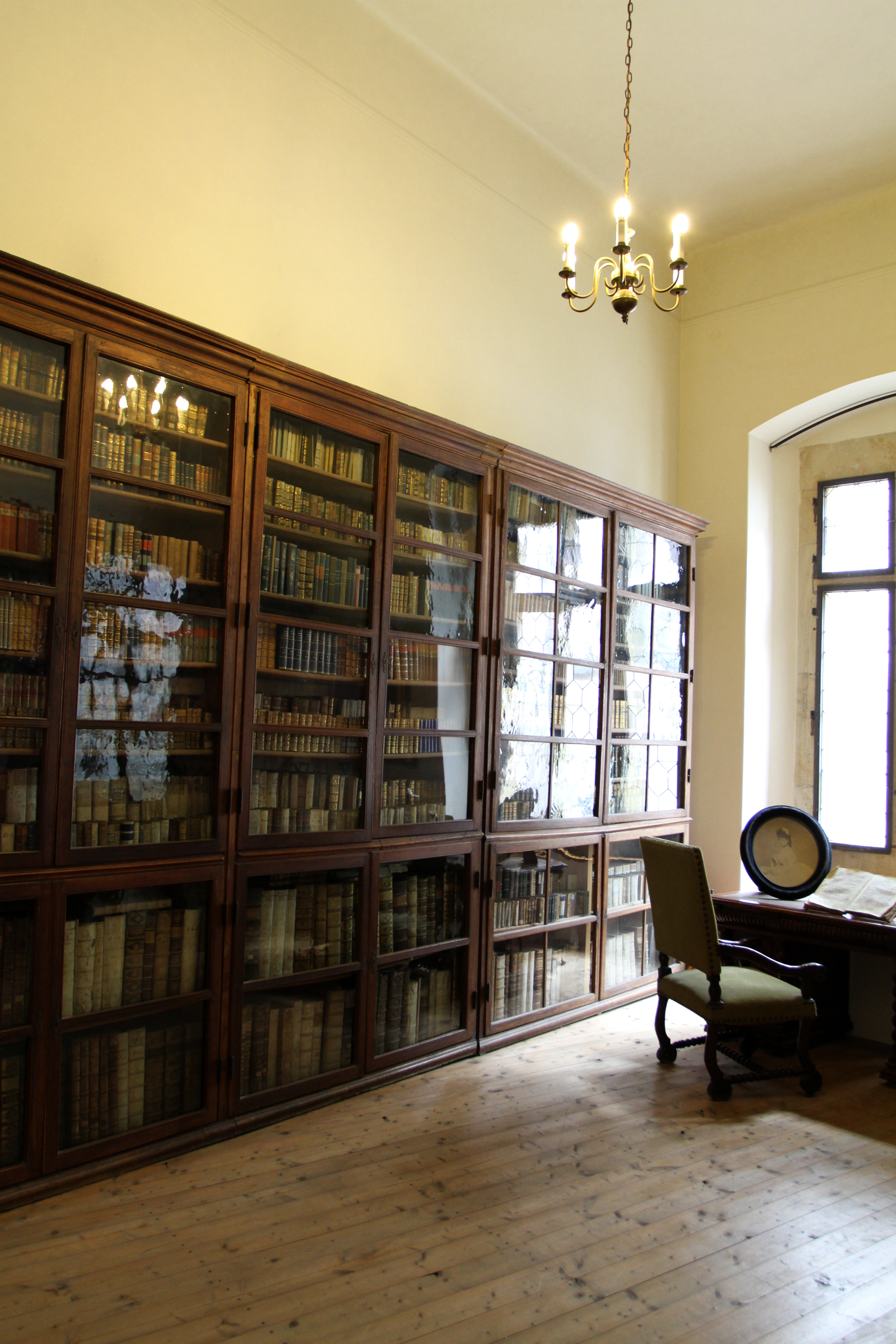
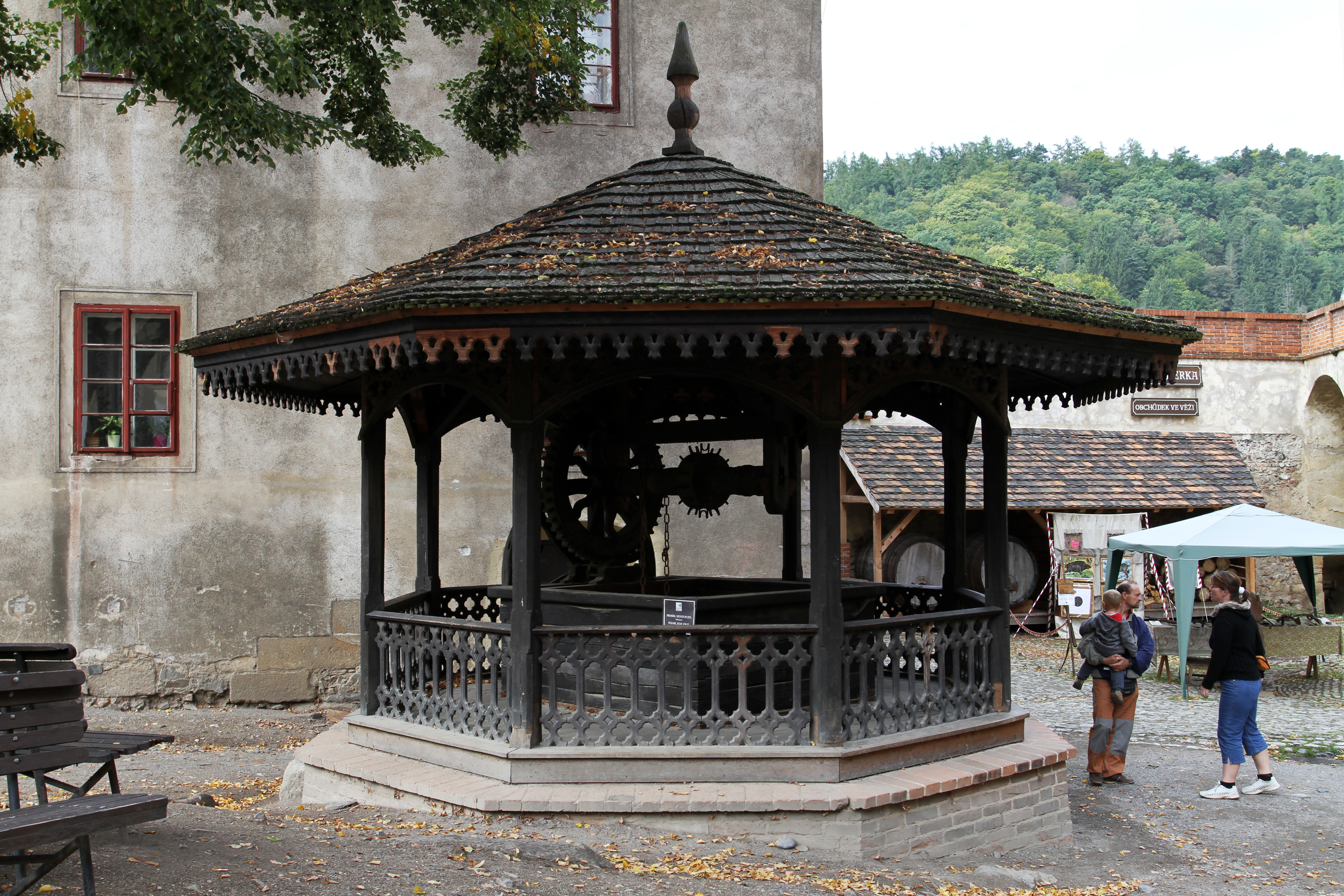